# KBS TV 문학관
《KBS TV 문학관》은 한국방송공사에서 방영했던 단막극 드라마 시리즈였다. 1980년 12월부터 1987년 10월까지 방영된 1기에 한정해서 문학 작품을 드라마 형태로 제작한 점에서 비슷한 성격을 가진 《MBC 베스트셀러극장》(1983년 11월부터 1989년 7월까지 방영)하고 쌍벽을 이루었다. 
2005년부터 HD 시대에 맞게 《TV 문학관》에서 《HDTV 문학관》으로 명칭이 바꾸고 HD급 고화질로 제작·방송되었다.

## TV 문학관 개요
|  | TV 문학관은 구분을 위해 시기별로 1기 ~ 2기로 구별하였다. |

이 프로그램의 전신은 1979년부터 1980년까지 방영했던 《문예극장》이라는 프로그램이다. 《문예극장》이 종영한 후, 1980년 12월 18일 김동리의 소설 〈을화〉를 첫방송으로 시작하여 1987년 10월 3일 유홍종의 소설 〈프랑소아즈 김〉을 마지막으로 수많은 문학 작품을 드라마 형태로 제작하여 최종 277편이 제작되었다.
《TV 문학관》(1기)이 유명한 소설 작품을 드라마 형태로 제작 · 방송하여 호평을 받았다.
1987년 가을 프로그램 개편에 따라 《TV 문학관》이 폐지되면서 기존의 문학 작품만을 방영하는 형식에서 벗어난 《드라마 초대석》으로 신설하였다. 하지만 1987년 10월 17일 박완서의 소설 〈해산 바가지〉로 출발하여 1988년 4월 23일 김창동의 소설 〈슈퍼스타를 위하여〉을 끝으로 고작 24편만이 제작되었다.
드라마 초대석 후속으로 방송된 《논픽션 드라마》는 실제 인물들의 소재로 제작하였는데, 첫 회인 1988년 5월 7일 〈가족사진〉을 시작으로 마지막 회인 1989년 8월 3일 〈잃어버린 꿈〉을 끝으로 43편만 제작이 되었다.
논픽션 드라마 제작이 중단되었다가 1991년 《TV 문예극장》으로 재탄생되면서 제20회 동인문학상 수상작인 김문수의 소설 〈만취당기〉를 1991년 6월 16일에 방영을 시작으로 1992년 12월 16일 신경숙의 소설 〈풍금이 있던 자리〉을 마지막으로 겨우 17편이 제작되었을 뿐이다.
TV 문예극장 제작 중단되었다가 15년 6개월 만인 1996년에 TV 문학관으로 돌아오며 타이틀을 《신 TV 문학관》으로 붙였다. 1996년 5월 12일 〈구부러진 길 저쪽〉(오정희) · 〈철이 아버지〉(김동곤) · 〈아들〉(윤정모) · 〈사평역〉(임철우) 등의 소설을 엮어 귀휴에 나선 장기수와 어머니의 이야기로 새롭게 꾸민 〈길위의 날들〉을 시작으로 방송했으나 결국 총 5편에 그쳤다.
하지만 1999년 《TV 문학관》(2기)로 타이틀이 바뀌면서 5월 30일 오정희의 소설 〈새〉을 시작으로 매월 한 편의 작품을 방영하는 듯 하였으나 2000년에 들어서며 3편을, 2001년과 2002년 각 1편을, 2003년 3편을 제작하여 총 12편에 그쳤다. 2003년 3월 19일 하성란의 소설 〈곰팡이꽃〉을 마지막 극화로 한동안 제작되지 않았다.
한동안 제작되지 않던 TV 문학관이 HD 시대을 맞아 2005년부터 HD로 다시 만든다는 의도를 가지고 《HD TV 문학관》으로 탄생하며 100편 완성을 목표로 제작 · 방영되었다. 그리고 간접 흡연 장면을 하지 않기로 당부하였다. 하지만 2005년 6월 16일 황순원의 〈소나기〉를 시작으로 2009년 12월 30일 이문열의 〈사람의 아들〉를 끝으로 20편만 제작 · 방영된 후 시청률 저조 및 예산 부족을 이유로 중단되었다. 그리고 2010년 1월 3일부터는 그 동안 제작되었던 작품된 필름을 최신기기로 텔레시네하여 HD에 버금가는 화질로 재탄생시켜 타이틀 《앙코르 TV 문학관》으로 방영하였다.
이후 2011년와 2012년에 방영한 이후로 현재에는 제작이 전면 중단된 상태이다.
2019년 KBS디지털미디어국에서는 1980년 1기 1화부터 유튜브채널 옛날티비를 통해 풀영상을 순차적으로 공개하였다.
2023년 3월 5일부터 8월 6일까지 공영방송 50주년 특집 《UHD로 만나는 TV문학관》을 편성하면서 일부 작품을 선정했고, 매주 일요일 밤 12시 25분에 KBS 2TV에서 재방영했다.

## 타이틀 변천사
| 순번 | 타이틀         | 방송 기간                          | 횟수  | 비고       |
| ---- | -------------- | ---------------------------------- | ----- | ---------- |
| 1    | 문예극장       | 1979년 4월 13일 ~ 1980년 6월 13일  | 51편  |            |
| 2    | TV 문학관      | 1980년 12월 18일 ~ 1987년 10월 3일 | 277편 | 1기로 표시 |
| 3    | 드라마 초대석  | 1987년 10월 17일 ~ 1988년 4월 23일 | 24편  |            |
| 4    | 논픽션 드라마  | 1988년 5월 7일 ~ 1989년 8월 3일    | 43편  |            |
| 5    | TV 문예극장    | 1991년 6월 16일 ~ 1992년 12월 16일 | 17편  |            |
| 6    | 신 TV 문학관   | 1996년 5월 12일 ~ 1998년 3월 1일   | 5편   |            |
| 7    | TV 문학관      | 1999년 5월 30일 ~ 2003년 3월 19일  | 12편  | 2기로 표시 |
| 8    | HD TV 문학관   | 2005년 5월 8일 ~ 2009년 12월 30일  | 20편  |            |
| 9    | 2011 TV 문학관 | 2011년 12월 12일 ~ 2012년 9월 14일 | 4편   |            |

## 작품 리스트
|  | - 아래의 텔레비전 드라마 중 2002년 11월 이후에 시청 가능 연령을 표시하는 드라마 등급 제도를 의무적으로 시행하고 있습니다. - 2017년 3월 1일부터 TV 프로그램 등급 표시 외에 주제, 폭력성, 선정성, 언어, 모방 위험 등 분류 사유 표시를 의무적으로 시행하고 있습니다. |

### 문예극장

#### 1979년
| 회차 | 방송일    | 작품명               | 원작   | 극본   | 연출   | 출연자 | 영상(풀버전) | 비고 |
| ---- | --------- | -------------------- | ------ | ------ | ------ | --- | ------------ | ---- |
| 1화  | 4월 13일  | 배따라기             | 김동인 | 윤혁민 | 이정훈 | 김진해 김흥기 이경진 안대용 장항선 이어령                                                                                     |              |      |
| 2화  | 4월 20일  | 봄 봄                | 김유정 | 최경식 | 김충길 | 이한수 한혜경 이신재 김해권 장항선 송석호 김동수                                                                              |              |      |
| 3화  | 4월 27일  | 사랑방 손님과 어머니 | 주요섭 | 윤혁민 | 이정훈 | 정애리 김흥기 최정훈 윤진영 강인태 설영순 이주실 나정옥 이어령                                                                |              |      |
| 4화  | 5월 4일   | 벙어리 삼룡이        | 나도향 | 최경식 | 김충길 | 정동환 지미옥 박주아 김병기 장미자 이원종 최명수                                                                              |              |      |
| 5화  | 5월 11일  | 빈처                 | 현진건 | 윤혁민 | 이정훈 | 송재호 박혜숙 정영숙 이일웅 김난영 신구 김영옥 박규식 정래협 홍영자 박시영 이명원 박재주 최재성 이진희 이어령                 |              |      |
| 6화  | 5월 18일  | 성황당               | 정비석 | 박병우 | 김충길 | 박춘길 이병철 민지환 장학수 이진숙                                                                                            |              |      |
| 7화  | 5월 25일  | 창랑정기             | 유진오 | 윤혁민 | 이정훈 | 장민호 안재호 정정훈 박설희 조은나 반효정 백윤식 남일우 최선자 홍영자 이어령                                                  |              |      |
| 8화  | 6월 1일   | 학춤                 | 김이석 | 박병우 | 김충길 | 신구 박선옥 송보영 이문환 황정아 이성표 이치우 최길호 박규식 윤덕용 박정웅 송석호 최동균 이어령                               |              |      |
| 9화  | 6월 8일   | 메아리               | 오영수 | 김항명 | 이정훈 | 윤덕용 염복순 이일웅 장항선 이어령                                                                                            |              |      |
| 10화 | 6월 22일  | 역마                 | 김동리 | 최경식 | 김충길 | 황정아 서영진 박영귀 문오장 최선자 이진숙                                                                                     |              |      |
| 11화 | 6월 29일  | 아랑의 정조          | 박종화 | 윤혁민 | 이정훈 | 이경진 윤덕용 김진해 이신재 하대경 이진숙                                                                                     |              |      |
| 12화 | 7월 6일   | 잃어버린 사람들      | 황순원 | 박병우 | 김충길 | 원지현 이문환 임병기 이주실 김성겸 김동수 송석호                                                                              |              |      |
| 13화 | 7월 13일  | 날개                 | 이상   | 정하연 | 이정훈 | 김흥기 이경진 장민호 신구 최정훈 김진해                                                                                       |              |      |
| 14화 | 7월 20일  | 백치 아다다          | 계용묵 | 최경식 | 김충길 | 유가영 강효실 최명수 곽경환 박규식 안대용 안병경 홍영자 배미자 김해권 박양례 박금옥 김정훈 김현중 이어령                      |              |      |
| 15화 | 8월 10일  | 수라도               | 김정한 | 윤혁민 | 이유황 | 신구 반효정 문오장 김진해 민욱 민지환 이종만 최정훈 박주아 안대용 이어령                                                      |              |      |
| 16화 | 8월 17일  | 유정                 | 이광수 | 박병우 | 김충길 | 민욱 한혜경 박혜숙 박충신 양영준 이진숙 박경득                                                                                |              |      |
| 17화 | 8월 24일  | 표본실의 청개구리    | 염상섭 | 윤혁민 | 이정훈 | 김봉근 이일웅 신구 이종만 박주아 황범식 장학수 홍영자 하대경 박종호 박시영 안성호 조남경 남성식 윤진영 이어령                 |              |      |
| 18화 | 8월 31일  | 바다                 | 최정희 | 박병우 | 김충길 | 민지환 전양자 서영진 최동화 선우은숙 남현주 정정훈                                                                            |              |      |
| 19화 | 9월 14일  | 제1과 제1장          | 이무영 | 이재우 | 이유황 | 김흥기 이치우 박주아 안해숙 나옥녀 윤덕용 김봉근 황범식 박정웅 조재훈 박해상 김영미 이어령                                    |              |      |
| 20화 | 9월 21일  | 취국                 | 안수길 | 박병우 | 김충길 | 문오장 반효정 한혜숙 이일웅 이진숙 송석호 임병기 김동수 박선옥                                                                |              |      |
| 21화 | 9월 28일  | 월하취적도           | 최인욱 | 이은교 | 이정훈 | 박혜숙 김봉근 정래협 이치우 나옥녀 윤덕용 오중훈 임영식 이어령                                                                |              |      |
| 22화 | 10월 5일  | 메밀꽃 필 무렵       | 이효석 | 최경식 | 김충길 | 이신재 곽경환 송동섭 정애리 나옥녀 홍영자 장학수 이현두 이원종 송석호 김경하 박해상 조재훈 최동균 강동구 김정훈 김현중 이어령 |              |      |
| 23화 | 10월 12일 | 순공있는 일요일      | 채만식 | 이은교 | 이정훈 | 문오장 이신재 조은나 나옥녀 김봉근 서인석 김병기 장항선 윤덕용 박정웅 황치훈                                                  |              |      |
| 24화 | 10월 19일 | 절벽                 | 강신재 | 박병우 | 김충길 | 원지현 이문환 송승환 김병기 김정훈 강효실 주현 박양례 김진옥 송석호 박태서 채수영 조남경 방수원 이어령                        |              |      |
| 25화 | 10월 26일 | 그날의 햇빛은        | 손소희 | 윤혁민 | 이정훈 | 정애리 서인석 정동환 반효정 박주아 이종만 이일웅 강민호 나옥녀 황범식 장항선 이한승 박양례 박태서 박재주 박병순 권기선 이어령 |              |      |
| 26화 | 11월 9일  | 여명의 곡            | 곽하신 | 백승찬 | 이정훈 | 정동환 한혜경 주현 장항선 하미혜 김금자 이진숙 김병기 원지현 정영숙                                                           |              |      |
| 27화 | 11월 16일 | 함성                 | 장덕조 | 김하림 | 이진욱 | 김난영 김진해 박영귀 최길호 황범식 이원종 안병경 이진숙 이주실                                                                |              |      |
| 28화 | 11월 23일 | 샌님 마님            | 박화성 | 이은교 | 이정훈 | 박주아 김난영 이정훈 황정아 문오장 반효정 이경진 나옥녀 박영귀 안대용                                                         |              |      |
| 29화 | 11월 30일 | 흑산도               | 전광용 | 김하림 | 이진욱 | |              |      |
| 30화 | 12월 7일  | 잉여인간             | 손창섭 | 이유정 | 이유황 | 주현 이경진 신구 최길호 김난영 김봉근 반효정 박혜숙 이주실 진수경 강동구 이어령                                               |              |      |
| 31화 | 12월 14일 | 전황당 인보기        | 정한숙 | 이재우 | 이종하 | 신구 박주아 나옥녀 조은나 김진해 이신재 윤덕용 김정훈 이어령                                                                  |              |      |
| 32화 | 12월 21일 | 길주막               | 허윤석 | 최경식 | 이진욱 | 한혜경 송승환 신구 문오장 최정훈 장항선 최선자 이진숙 이주실 홍영자 윤덕용 이원종 이어령                                      |              |      |
| 33화 | 12월 28일 | 체취                 | 박영준 | 이은교 | 이정훈 | 신구 최학락 박주아 나옥녀 김진해 이신재 양영준 곽경환 강민호 김봉근 박정웅 윤덕용 이주실 홍영자 장학수 선우은숙 이어령        |              |      |

#### 1980년
| 회차 | 방송일   | 작품명        | 원작   | 극본   | 연출   | 출연자 | 영상(풀버전) | 비고 |
| ---- | -------- | ------------- | ------ | ------ | ------ | --- | ------------ | ---- |
| 34화 | 1월 11일 | 사도전서      | 이종환 | 최경식 | 이종하 | 신구 이종만 반효정 이치우 |              |      |
| 35화 | 1월 18일 | 소문          | 오유권 |        | 이진욱 | 김난영 황정아 박주아 |              |      |
| 36화 | 1월 25일 | 작은 왕국     | 박경수 | 윤혁민 | 이정훈 | 정동환 김진해 박주아 이신재 이치우 |              |      |
| 37화 | 2월 8일  | 흰 종이 수염  | 하근찬 | 이은교 | 이진욱 | 송재호 정영숙 황치훈 최길호 이종만 서상익 박해상 이한승 조인숙 박승규 정정훈 강동구 함태영 이어령                                         |              |      |
| 38화 | 2월 15일 | 후처기        | 임옥인 | 이철향 | 이종하 | 정영숙 민욱 이주실 곽경환 |              |      |
| 39화 | 2월 22일 | 지동설        | 장용학 | 윤혁민 | 이정훈 | 송승환 한혜경 권기선 최정훈 김흥기 곽경환 윤덕용 맹호림 하대경 송동섭 안성호 조남경 홍종현 강인태 최학락 이어령                           |              |      |
| 40화 | 3월 7일  | 둔주          | 서기원 | 김정환 | 이진욱 | 김흥기 장학수 나옥녀 하승은 이일웅 박규식 곽경환 안대용 이주실 유가영 안병경 맹호림 남성식 김미숙 박시영 송동섭 안성호 박태서 이어령      |              |      |
| 41화 | 3월 14일 | 쥘부채        | 이병주 | 박병우 | 이종하 | 정동환 박영귀 김흥기 안해숙 박주아 박혜숙 곽경환 김봉근 이주실 홍영자 윤덕용 송석호 송동섭 박시영 선우은숙 조남경 이어령                  |              |      |
| 42화 | 3월 21일 | 뱀딸기        | 방기환 | 김하림 | 이진욱 | 황정아 김난영 민지환 박주아 이치우 황치훈                                                                                                 |              |      |
| 43화 | 3월 28일 | 화수분        | 전영택 | 이철향 | 이종하 | 김진해 박혜숙 이종만 나옥녀 최선자 이주실 선우은숙 김동수                                                                                 |              |      |
| 44화 | 4월 4일  | 생활적        | 손창섭 |        |        | |              |      |
| 45화 | 4월 11일 | 도둑맞은 가난 | 박완서 | 최경식 | 김재현 | 권기선 이문환 김난영 홍영자 이주실 이일웅 곽경환 안병경 이원종 박양례 이덕희 채수영 최동균 배한성 이어령                                  |              |      |
| 46화 | 5월 9일  | 곰네          | 김동인 | 이철향 | 이종하 | 이진숙 강효실 박주아 민욱 장학수 나옥녀 이주실 곽경환 지계순 최선자 홍영자 선우은숙 박양례 임인숙                                         |              |      |
| 47화 | 5월 16일 | 살만한 세상   | 조정래 | 최경식 | 김재현 | 김진해 황정아 이신재 권기선 이종만 |              |      |
| 48화 | 5월 23일 | 젊은 느티나무 | 강신재 | 곽인행 | 류시형 | 선우은숙 이영하 정영숙 민지환 송동섭 |              |      |
| 49화 | 5월 30일 | 소년의 비애   | 이광수 | 이철향 | 이종하 | 이문환 이경진 이덕희 박주아 |              |      |
| 50화 | 6월 6일  | 갈매기        | 이범선 | 최경식 | 김재현 | 이종만 민지환 민욱 안해숙 안대용 |              |      |
| 51화 | 6월 13일 | 고려장        | 전상국 | 김정환 | 류시형 | 신구 박주아 나옥녀 이주실 홍영자 안대용 이원종 곽경환 김병기 조재훈 이한승 송석호 박양례 임영식 송동섭 박재주 이한수 안성호 박시영 이지산 |              |      |

### TV문학관 (1기)

#### 1980년
| 회차 | 방송일    | 작품명 | 원작   | 극본   | 연출   | 출연자 | 영상(풀버전) | 비고 |
| ---- | --------- | ------ | ------ | ------ | ------ | --- | ------------ | ---- |
| 1화  | 12월 18일 | 을화   | 김동리 | 정하연 | 심현우 | 장미희 백윤식 임동진 신구 최정훈 박주아 서우림 김순철 오현경 민지환 여운계 최선자 김난영 전원주 서승현 장미자 김동완 김성환 안대선 이진숙 조윤숙 홍순녀 신수강 봉혜선 남윤정 박현정 정재순 신소영 전병옥 공경구 박양례 박재주 장광비 한정국 김소유 김혜숙 김정환 김희진 배한성 |              |      |
| 2화  | 12월 25일 | 신부들 | 유주현 | 김하림 | 김홍종 | 서인석 조옥희 신구 이성웅 연운경 민욱 김소유 김하림 정래협 윤초희 이정란 박규식 김성환 장학수 임혁 박정웅 안성호 최동균 박해상 박태서 임영식 공경구 최재성 김옥이 조재훈 박시영 이한수 정인숙 이나야 나연 김효진                                                               |              |      |

#### 1981년
| 회차 | 방송일    | 작품명                 | 원작   | 극본   | 연출   | 출연자 | 영상(풀버전) | 비고 |
| ---- | --------- | ---------------------- | ------ | ------ | ------ | --- | ------------ | ---- |
| 3화  | 1월 1일   | 청춘극장               | 김내성 | 이철향 | 전세권 | 한혜숙 이영하 원미경 서인석 임동진 정한용 이미숙 문창길 안병경 이순재 최명수 안영주 김난영 김인태 이종만 전원주 강민호 이주실 김영철 김영순 이문희 김희진 홍유진 양영준 박영목 김시원 김윤형 최창호 서영진 송종원 김기진 고희준 이계영 조윤숙 안정훈 최현정                                                            | ·            |      |
| 4화  | 1월 8일   | 횃불                   | 오영진 | 정하연 | 정병식 | 김흥기 오현경 김순철 김인태 남일우 이일웅 박경득 김해권 박규식 문창길 백준기 안병경 안대용 김을동 김영순 신동훈 백윤식 기정수 이성웅 이한승 송창신 김윤형 김기진 김순구 황민 박칠용 유승봉 박영목 김효원 임병기 이병철 유강진                                                                                          |              |      |
| 5화  | 1월 15일  | 일월                   | 황순원 | 박병우 | 최상식 | 서인석 유지인 정애리 장민호 문오장 김인태 김동훈 오현경 남일우 강계식 정동환 반효정 최화정 이일웅 강태기 김병기 홍영자 양영준 이승현 하대경 김성환 이한수 정종준 한정국 |              |      |
| 6화  | 1월 22일  | 징소리                 | 문순태 | 홍승연 | 심현우 | 김인문 정영숙 남일우 송재호 이치우 백일섭 박병호 김순철 이신재 민욱 박혜숙 강민호 이주실 이정웅 김상락 최주봉 신동훈 박영목 강계식 정애란 박용식 하대경 차화연 박세경 이미경 박선옥 송종원 유종근 송창신 황민 김진오 안성호 이두섭 채수영 최현정 김지연                                                                |              |      |
| 7화  | 1월 29일  | 아리랑 아리랑 아라리요 | 빈칸   | 이은성 | 이유황 | 신구 이경진 황치훈 이기선 김진해 한정국 김흥기 김성환 허옥숙 민욱 정재순 이성웅 박용식 박규식 유순철 홍영자 한경수 박현정 반문섭 김동완 최창호 임영식 조재훈 오중훈 |              |      |
| 8화  | 2월 14일  | 삼포 가는 길           | 황석영 | 임충   | 김홍종 | 차화연 문오장 안병경 민지환 정해창 여운계 박혜숙 허옥숙 정진 유순철 유병한 고설봉 나정옥 김동완 임혁주 백윤식 장항선 유종근 이현두 박칠용 유승봉 송종원 고광우 이계영 박세경 조형숙 최란 |              |      |
| 9화  | 2월 28일  | 배따라기               | 김동인 | 곽인행 | 심현우 | 송재호 장미희 정동환 김성겸 이낙훈 강부자 김난영 나옥녀 곽정희 이수연 이한승 김영철 이한수 장학수 김병기 하대경 송종원 김윤형 오기환 남성식 박태서 김순구 홍유진 이환지 임옥경 지관룡 김금화 |              |      |
| 10화 | 3월 14일  | 고개                   | 오영수 | 김강윤 | 이유황 | 김흥기 송승환 김난영 김보미 김순철 박혜숙 이종만 박상만 허옥숙 황범식 권기선 이병철 곽경환 홍영자 송동섭 전원주 윤상미 박현정 최정훈 양영준 장순국 박정웅 김봉근 유병준 이용훈 김향숙 장항선 맹호림 박경득 조재훈 이두섭 박태서 안성호 박시영 이계영 기정수 송종원 황민 임영식 오중훈 방숙례 이동철                    |              |      |
| 11화 | 3월 28일  | 청산댁                 | 조정래 | 홍승연 | 곽영범 | 강부자 백일섭 오현경 김진해 장학수 장미자 이수연 정재순 이주실 박혜숙 곽정희 김영철 반문섭 박칠용 최선자 이문희 방숙례 송창신 장용 강민호 최주봉 이두섭 고광우 최동균 황범식 이현두 김윤형 김순구 김시원 공경구 고희준 정인철 전영수 신동훈 이계영 이정훈 황준욱 최우정 최경수 심동훈 남주희 권경하 심성지 남병훈 전현 |              |      |
| 12화 | 4월 11일  | 나룻배 이야기          | 하근찬 | 임충   | 김홍종 | 김순철 정동환 서승희 임혁주 선우은숙 이신재 정해창 정영숙 백수련 전원주 기정수 이치우 하대경 정진 곽경환 |              |      |
| 13화 | 4월 25일  | 확인                   | 이경자 | 박병우 | 이유황 | 유지인 주현 노주현 최정훈 반효정 김난영 황정아 박혜숙 허옥숙 이종만 김봉근 오중훈 김진애 정재순 서상익 조재훈 임병기 박해상 임영식 채수영 박양례 김희진 김채연 조태숙 이두섭 이성호 배덕순 김효진 |              |      |
| 14화 | 5월 9일   | 도요새에 관한 명상     | 김원일 | 정하연 | 김충길 | 서인석 강태기 오현경 최선자 이신재 유가영 최명수 주현 남일우 장미자 이수연 신수강 송석호 임병기 박재주 이한수 서영진 최동균 김동수 박양래 박금옥 |              |      |
| 15화 | 5월 23일  | 등신불                 | 김동리 | 이은성 | 장형일 | 임혁 민욱 한혜숙 백준기 주현 박병호 김동훈 반효정 이성웅 이진숙 김경하 김성환 이원종 최창호 장항선 유승봉 고희준 조재훈 이진희 한지하 권일정 지계순 차양희 박해상 이병철 맹호림 전병옥 이두섭 안성호 박태서 |              |      |
| 16화 | 7월 4일   | 봉순의 하늘            | 박수복 | 박수복 | 이유황 | 김난영 이종만 노주현 김순철 여운계 사미자 반효정 최정훈 박혜숙 양영준 주현 김봉근 허옥숙 봉혜선 하미혜 윤상미 송승환 이문환 이영수 |              |      |
| 17화 | 7월 18일  | 잃어버린 사람들        | 황순원 | 임충   | 김충길 | 백윤식 이경진 신구 민지환 강부자 오현경 반효정 양영준 김인문 박용식 임병기 이원종 김동수 송석호 조재훈 이수연 곽정희 박양례 이한수 최동균 이난희 조남경 최화정 이경표 최용팔 박금옥 이동화 |              |      |
| 18화 | 8월 1일   | 효자점경               | 장용학 | 김강윤 | 이유황 | 노주현 김윤미 최우정 주현 서우림 최정훈 송승환 이순재 하미혜 최길호 이일웅 지계순 안영주 김봉근 김희진 김향숙 장항선 임병기 이현두 김순구 유승봉 유동근 조재훈 임영식 박승규 황범식 송종원 박재주 안성호 남성식 최동균 김병기 박해상 유병준                                                                            |              |      |
| 19화 | 8월 29일  | 역마                   | 김동리 | 최경식 | 김충길 | 서영진 조남경 강부자 김진해 박병호 박혜숙 민욱 최선자 최명수 신수강 하대경 이성웅 유병준 임병기 김동수 안성호 박재주 최동균 |              |      |
| 20화 | 9월 12일  | 외돌괴 할망            | 빈칸   | 이희우 | 황은진 | 여운계 김순철 정윤희 서인석 문오장 백수련 안대용 서우림 이종만 사미자 이성웅 김인문 이병철 최창호 방숙례 유동근 이경표 김영순 장희진 김효진 박선희 고희준 한혜경 홍요섭 이한나 김진오 김영철 기정수 유병준 조인표 |              |      |
| 21화 | 9월 26일  | 사라진 것들을 위하여   | 이문열 | 이은성 | 장기오 | 신구 김성겸 한진희 임혁 하미혜 이기선 김인태 박병호 남일우 양영준 여운계 박주아 서승현 이주실 유병한 이정웅 황범식 하대경 정운용 박승규 유순철 이현두 홍유진 남윤정 이미경 박양례 이용훈 이형준 안성호 박태서 유병준 고희준 한정국 김순구 문창길 유승봉 안문숙 박재주 이여진 명복원                                    |              |      |
| 22화 | 10월 10일 | 흑조                   | 송길한 | 최경식 | 이유황 | 안소영 오영갑 김순철 사미자 최정훈 박혜숙 정해창 백일섭 오중훈 안해숙 박선희 이상훈 김순구 이원종 임병기 임영식 안문숙 송경희 이여진 |              |      |
| 23화 | 10월 24일 | 무진기행               | 김승옥 | 박병우 | 김충길 | 박근형 김미숙 선우용녀 장용 최명수 여운계 최우백 반효정 이주실 이신재 곽경환 박선옥 김인문 김윤형 홍요섭 이한수 송창신 김동수 김봉근 송석호 기정수 이두섭 이현두 정종준 박정웅 조재훈 서영진 이형준 최동균 김은선 남병훈 심동훈                                                                                        |              |      |
| 24화 | 11월 7일  | 산상(山上)에 서다      | 박기동 | 최경식 | 이유황 | 한진희 안해숙 송승환 김인문 김보미 김봉근 이치우 장항선 이신재 연운경 정해창 안영주 박혜숙 김진해 박정웅 박승규 반문섭 조재훈 오중훈 임영식 임성희 고소희 이은경 이여진 황범식 이원종 송동섭 안대진 |              |      |
| 25화 | 11월 21일 | 산불                   | 차범석 | 이호   | 김충길 | 정영숙 김형자 민욱 여운계 사미자 박주아 지계순 고설봉 이일웅 이수연 홍영자 신수강 서승현 박선옥 박양례 장항선 하대경 유순철 김해권 조재훈 황민 이한승 이미경 김향숙 송종원 최동균 서영진 최건호 최현정 |              |      |
| 26화 | 12월 5일  | 바우덕이               | 윤대성 | 윤대성 | 이정훈 | 정윤희 신구 김진해 강부자 황정아 정해창 이성웅 백윤식 최승철 이대로 이주실 최명수 윤덕용 김성환 김종구 서영진 안성호 장학수 이미경 장희진 유병준 신동훈 정종준 이두섭 강태호 |              |      |
| 27화 | 12월 19일 | 사람의 아들            | 이문열 | 곽인행 | 김홍종 | 문오장 김인문 백윤식 김영철 안소영 이덕희 정해창 이치우 정영숙 전원주 박병호 김순철 김흥기 박주아 최명수 이영 이현두 김윤형 황범식 이원종 김을동 박선옥 홍경자 이한승 송종원 공경구 안성호 최동균 엄익선 채수영 서영진 서지영 이진희 김채연 김정환 최건호 최용팔 박선희 안대선                                         |              |      |

#### 1982년
| 회차 | 방송일    | 작품명           | 원작   | 극본   | 연출   | 출연자 | 영상(풀버전) | 비고 |
| ---- | --------- | ---------------- | ------ | ------ | ------ | --- | ------------ | ---- |
| 28화 | 1월 16일  | 안개꽃           | 김용성 | 박수복 | 이유황 | 노주현 박근형 장미희 주현 이일웅 김인태 연운경 남일우 송승환 김을동 김소원 남윤정 안영주 이한나 최창호 홍영자 곽정희 곽경환 김은선 민대진 봉정하 최운주 오중훈 박해상 임병기 임영식 송동섭 박승희 이제신 김채연 맹호림 김동완 김진애 봉혜선 |              |      |
| 29화 | 1월 30일  | 부초             | 한수산 | 박병우 | 김충길 | 김순철 전양자 서인석 이경진 문오장 이문환 김세윤 반효정 백수련 양영준 장미자 박규식 임병기 안성호 홍요섭 이미경 문창길 서영진 김동수 나정옥 최동균 조인표                                                                                   |              |      |
| 30화 | 2월 13일  | 조춘             | 빈칸   | 박정란 | 김수동 | 김윤미 신구 박근형 문창길 사미자 이치우 김보미 오중훈 민태원 하대경 방숙례 박승희 이주실 김봉근 지계순 이수연 유종근 김혜숙 박용식 곽정희 장희진 김순구 이형준 엄익선                                                                       |              |      |
| 31화 | 2월 20일  | 무명             | 이광수 | 이은성 | 장형일 | 김흥기 박근형 이치우 주현 이종만 김성겸 정래협 안성호 맹호림 박시영 이계영 박태서 곽정희 최선자 이주실 이기선 |              |      |
| 32화 | 2월 27일  | 심마니           | 빈칸   | 이은성 | 김홍종 | 김순철 정영숙 윤상미 안대선 민지환 김인문 이치우 김동완 안대용 전원주 박혜숙 김을동 홍경자 황범식 김윤형 유병한 기정수 이영 정진 공경구 이현두 정인철 최우백 김채연 이나야                                                                  |              |      |
| 33화 | 3월 6일   | 돌의 초상        | 최인호 | 김하림 | 장기오 | 신구 이경진 백윤식 송재호 김인태 신종섭 신수강 김시원 박영목 홍영자 신소영 박태서 임성희 안문숙 김현주 |              |      |
| 34화 | 3월 13일  | 묵시의 바다      | 윤흥길 | 박수복 | 이유황 | 유지인 백일섭 한진희 허옥숙 이종만 송동섭 김영철 하대경 서승현 백수련 최길호 김봉근 이원종 장희진 이주실 윤덕용 박경득 조재훈 임영식 이한승 지계순 조은덕 방숙례 박성호 이동철 정재원 이종희                                                |              |      |
| 35화 | 3월 20일  | 소장수           | 윤삼육 | 최경식 | 김충길 | 김성겸 이덕희 안대용 이신재 박혜숙 사미자 지계순 김인문 곽경환 박정웅 신수강 곽정희 서영진 홍요섭 이계영 김진오 김윤형 유종근 김순구 기정수 김정훈 김근희                                                                                   |              |      |
| 36화 | 3월 27일  | 막차로 온 손님들 | 홍성원 | 이은성 | 장형일 | 백윤식 하미혜 김미숙 민욱 임혁 연운경 김인태 강민호 최창호 김하림 기정수 장항선 장칠군 이현두 박선희 임성희 신수강 김채연 김옥이 임영식 안성호 김소유                                                                                       |              |      |
| 37화 | 4월 10일  | 소문의 벽        | 이청준 | 정하연 | 장기오 | 임동진 김흥기 김윤미 김인태 김보미 김병기 윤상미 김성근 이병철 맹호림 이문환 이미경 백찬기 박시영 유병한 박현정 김혜숙 오중훈 유병준 조재훈 박해상                                                                                          |              |      |
| 38화 | 4월 17일  | 산골 나그네      | 김유정 | 김진욱 | 이유황 | 정윤희 김순철 사미자 김성환 윤덕용 김봉근 이현두 오중훈 황범식 박승규 홍영자 신수강 박현정 이미경 임영식 박해상 장순국 |              |      |
| 39화 | 4월 24일  | 김약국의 딸들    | 박경리 | 박병우 | 김충길 | 최명수 강부자 한혜숙 차화연 박혜숙 김향숙 김영철 이구순 오영갑 한진희 박재주 정운용 임병기 정인철 박양례 정재순 이명원 김효원 박승희 박칠용 이수연 박현정 신소영 서상익 이형준 조재훈 김윤형 김종결 여운계 이제신                           |              |      |
| 40화 | 5월 1일   | 독짓는 늙은이    | 황순원 | 이은성 | 김홍종 | 이치우 오수미 백윤식 사미자 김인문 양진영 이영 정진 박정웅 전원주 김을동 신수강 김봉근 황범식 이현두 홍영자 이미경 조태숙 김동완 최승철 최우백 김옥미 김은선 최건호                                                                         |              |      |
| 41화 | 5월 8일   | 바닷가 소년      | 한남철 | 김하림 | 장형일 | 강태호 최문선 한은진 신구 민지환 안옥희 장항선 유병한 안대용 김을동 지계순 장희진 박정웅 조재훈 김경하 이한수 임영식 방숙례 |              |      |
| 42화 | 5월 15일  | 도예가의 마을    | 최창학 | 김항명 | 장기오 | 한진희 장민호 조옥희 백일섭 김성겸 이구순 양영준 윤덕용 장학수 안영주 박태서 이두섭 이덕희 이용훈 조남경 |              |      |
| 43화 | 5월 29일  | 잔인한 도시      | 이청준 | 이호   | 심현우 | 전무송 하명중 강부자 김순철 최명수 안해숙 최정훈 박정웅 김인문 기정수 서승현 오기환 금보라 태민영 이계영 이승현 고광우 박승규 김대규 이종민                                                                                                 |              |      |
| 44화 | 6월 5일   | 숲에는 그대 향기 | 강신재 | 김하림 | 김충길 | 박춘신 김영철 태민영 강태호 김난영 김소원 양영준 박용식 이문환 김윤형 정인철 방숙례 서영진 최동균 |              |      |
| 45화 | 6월 12일  | 열녀문           | 황순원 | 김강윤 | 장형일 | 윤미라 주현 한은진 김동훈 양영준 강민호 김하림 장학수 최창호 박정웅 박태서 주덕호 이구순 장희진 방숙례 신소영 |              |      |
| 46화 | 6월 19일  | 장마             | 윤흥길 | 홍승연 | 심현우 | 정애란 여운계 권성덕 서우림 송종원 민욱 김형자 박선희 조인표 기정수 최주봉 오기환 이정훈 전무송 이현두 김동완 유재필 유화춘 강정아 이현승 김선자 최성희 신철 김유신 김시욱 김정훈 안주영 김태량                                             |              |      |
| 47화 | 6월 26일  | 목석부인         | 이무영 | 박병우 | 장기오 | 황정아 송재호 장민호 반효정 노주현 정동환 최선자 장희진 차화연 연운경 윤덕용 맹호림 김병기 신동훈 이구순 이나야 김진오 이두섭 김지연 |              |      |
| 48화 | 7월 3일   | 파도             | 강신재 | 김하림 | 김충길 | 김성겸 금보라 조남경 정영숙 홍영자 서상익 이수연 문창길 정한용 김상락 박현정 유병준 김재영 정인철 권순현 고소희 |              |      |
| 49화 | 7월 10일  | 손               | 이지언 | 이지언 | 이유황 | 노주현 이종만 하미혜 문오장 김난영 최정훈 곽경환 김봉근 남윤정 오중훈 윤덕용 서상익 박시영 박승규 조재훈 임영식 김현주 나영 임병기 |              |      |
| 50화 | 7월 24일  | 불새             | 유홍종 | 김하림 | 장형일 | 민욱 김미숙 박혜숙 김인문 이동화 강민호 박선희 유순철 이원종 남해성 나정옥 장희진 안성호 박태서 채수영 홍경자 유재필 이제신 임성희 최건호                                                                                                   |              |      |
| 51화 | 7월 31일  | 갯마을           | 오영수 | 이은교 | 주일청 | 조옥희 주현 백수련 김성환 서승현 김상락 신수강 방숙례 김영순 김하림 오기환 이주실 김동완 김순구 장칠군 박승규 이두섭 |              |      |
| 52화 | 8월 7일   | 마               | 최일남 | 정하연 | 장기오 | 장항선 차화연 박혜숙 지계순 장학수 윤덕용 김해권 임혁 이주실 이진희 박해상 조재훈 유병준 유승봉 김진오 이두섭 김진란 이제신 한명순 김정한                                                                                                   |              |      |
| 53화 | 8월 21일  | 도사공           | 백우암 | 최경식 | 김충길 | 김진해 반효정 이신재 김영철 김미숙 서영진 최명수 이수연 김윤형 박해상 최헌철 박종호 안문숙 최동균 |              |      |
| 54화 | 8월 28일  | 어떤 여름방학    | 박수복 | 박수복 | 이유황 | 정윤희 송승환 한진희 이낙훈 사미자 선우용녀 이일웅 황범식 양영준 김병기 김희진 김보미 박승규 |              |      |
| 55화 | 9월 4일   | 보물소동         | 박경수 | 박찬성 | 하강일 | 백일섭 김인문 서우림 김성환 강주희 이일웅 강민호 전원주 정래협 박용식 김동완 이병철 이수연 이치우 고희준 황민 차양희 최창호 유병준 한정국 이난희 곽정희 방숙례 신소영 김진이 이정훈 배덕순 주덕호                                           |              |      |
| 56화 | 9월 11일  | 바라암           | 김원일 | 김하림 | 주일청 | 임성민 이미경 김진해 김인태 오현경 정해창 전원주 김일란 안광진 조재훈 박현정 이나야 이두섭 김진란 정인숙 송학수 신상준 |              |      |
| 57화 | 9월 18일  | 창부타령         | 오찬식 | 김항명 | 맹만재 | 유지인 김주호 김순철 안대용 이주실 이원종 김하림 박상만 황민 박정웅 백찬기 최헌철 유승봉 조재훈 채수영 김희진 최동균 장희진 곽정희 김채연 김진이 최용팔 전현 최호창 최용호                                                                  |              |      |
| 58화 | 9월 25일  | 메밀꽃 필 무렵   | 이효석 | 김하림 | 김홍종 | 김인문 정진 이구순 박선희 이영 황범식 강민호 김시원 이대로 박정웅 김동완 최우백 홍영자 김혜숙 윤초희 김진란 김채연 전현 최경수 |              |      |
| 59화 | 10월 9일  | 어금니 한 개     | 박용숙 | 박병우 | 김충길 | 정해창 양재성 정영숙 김영철 이신재 최명수 곽경환 지계순 백수련 장미자 김성겸 김병기 장학수 남윤정 김윤형 서영진 최동균 정인철 최헌철 |              |      |
| 60화 | 10월 16일 | 아름답고 착하게  | 빈칸   | 전범성 | 장형일 | 안정훈 이윤정 심동훈 주덕호 최호창 안옥희 강민호 김동훈 김진해 사미자 김미숙 박용식 김을동 황범식 장학수 김해권 최용순 안성호 박태서 김경하 최은숙 임영식 이진희                                                                            |              |      |
| 61화 | 10월 23일 | 외출             | 이유민 | 박병우 | 이유황 | 김영애 노주현 김봉근 허옥숙 김순철 안영주 김성원 강효실 최명수 김소원 황범식 이진숙 임영식 유병준 이두섭 이나야 김채연 최용팔 이종민 |              |      |
| 62화 | 10월 30일 | 감비천 불붙이    | 이정호 | 신명순 | 주일청 | 김성환 정인숙 안대용 이덕희 여운계 김효원 곽경환 이한나 김수용 안꼭지 |              |      |
| 63화 | 11월 6일  | 산노을           | 빈칸   | 이철향 | 맹만재 | 이구순 이기선 최정훈 서승현 정해창 정재순 신종섭 반문섭 안대용 장희진 최승철 김일란 홍유진 최동균 홍승일 이성후 선동혁 최성우 |              |      |
| 64화 | 11월 13일 | 10초 F           | 김수남 | 정하연 | 장기오 | 임혁주 김미숙 백일섭 김병기 권기선 김진애 봉수연 이원종 맹호림 문창길 조재훈 박해상 박승규 임영식 남성식 서영진 이두섭 이용훈 최건호 장경옥                                                                                                 |              |      |
| 65화 | 11월 20일 | 취국             | 안수길 | 박병우 | 박진수 | 하미혜 반효정 김인태 김순철 임혁 기정수 최명수 이영 황범식 김종구 하대경 전병옥 이정훈 최호창 이윤정 |              |      |
| 66화 | 12월 4일  | 바보 용칠이      | 최태응 | 김하림 | 김홍종 | 안대용 이경표 장학수 김순철 서우림 여운계 전원주 장미자 신수강 김윤형 최헌철 이춘식 김동완 이한수 고광우 이미경 이나야 방숙례 이제신 최우백 선동혁 최건호 최호창 최용팔 최용호 신상준                                                       |              |      |
| 67화 | 12월 18일 | 첫사랑           | 이호철 | 박수복 | 이유황 | 정영숙 이일웅 김진애 주현 유순철 안영주 김성겸 서승현 황범식 윤덕용 곽정희 박정웅 홍영자 박승규 이한승 조재훈 김은선 전광렬 차양희 임영식 김채연 이정훈 이성호                                                                              |              |      |

#### 1983년
| 회차  | 방송일    | 작품명               | 원작   | 극본   | 연출   | 출연자 | 영상(풀버전) | 비고 |
| ----- | --------- | -------------------- | ------ | ------ | ------ | --- | ------------ | ---- |
| 68화  | 1월 15일  | 금시조               | 이문열 | 정하연 | 장기오 | 김흥기 신구 하미혜 김인태 이종만 이주실 이수연 안대용 김봉근 양영준 장학수 김종구 기정수 문창길 유승봉 남윤정 이명원 이춘식 유병준 김진오 이형준 정수연 이제신 김명희 이두섭 안정훈 최현정                                                                         |              |      |
| 69화  | 1월 22일  | 안개강               | 안장환 | 신봉승 | 맹만재 | 박근형 황정아 장민호 백수련 이구순 설영순 전원주 지계순 김해권 박상만 곽정희 이미경 양영준 김하림 장희진 이제신 이수연 박현정 한명순 최용팔 고광우 이성호 최우정 오세일                                                                                            |              |      |
| 70화  | 1월 29일  | 단독강화             | 선우휘 | 이은성 | 김홍종 | 장항선 정동환 김순철 김희진 문오장 이치우 이일웅 김봉근 김병기 안병경 임혁 최창호 이현두 김해권 서상익 기정수 하대경 이한수 김영철 맹호림 박태서 안성호 이성호 송종원 고희준 전병옥 서영진 정종준 임혁주                                                           |              |      |
| 71화  | 2월 12일  | 가면 무도회          | 최인호 | 박병우 | 박진수 | 서인석 이호재 반효정 오현경 송승환 하미혜 황범식 최헌철 정운용 남성식 전병옥 박시영 조재훈 이계영 차양희 조용원 안정훈 |              |      |
| 72화  | 2월 19일  | 봄으로 가는 꽃가마   | 장형규 | 류청오 | 전세권 | 황정아 곽경환 김기섭 조은덕 임혁주 조남경 김해권 김시원 장희진 김일란 김종구 최주봉 서승현 안해숙 전광렬 윤성국 노영화 김민희 안성태 주덕호 |              |      |
| 73화  | 2월 26일  | 꿈꾸는 자의 나성     | 윤흥길 | 최경식 | 김재현 | 이일웅 강태기 백윤식 민욱 권기선 윤상미 문오장 안영주 김성환 김효원 김인문 유가영 곽정희 엄익선 정인철 김현주 김명희 강양례 정선애 남영미 최경선 김배옥 권재희 이현정 김영실 이승하 이현숙 최현정                                                                  |              |      |
| 74화  | 3월 5일   | 불꽃                 | 선우휘 | 김항명 | 장기오 | 백윤식 문오장 반효정 안대용 김미숙 이문환 곽경환 이정웅 박경득 양영준 윤덕용 봉혜선 장희진 이계영 기정수 임영식 장순국 이두섭 신원균 설성 최건호 윤성국 김명희 윤용덕 안정훈 최용팔                                                                                |              |      |
| 75화  | 3월 12일  | 마지막 겨울          | 빈칸   | 윤혁민 | 이유황 | 정윤희 한진희 김영철 김진해 사미자 문창길 김봉근 황범식 조재훈 오중훈 김재영 최우백 선동혁 최선희 이성호 김기복 윤승원 원석연 김동우 김수연 이효신 강영자 |              |      |
| 76화  | 3월 19일  | 이어도               | 이청준 | 김하림 | 김충길 | 백윤식 노주현 주현 박혜숙 이경진 강민호 심동훈 정해창 서영진 이정구 |              |      |
| 77화  | 3월 26일  | 강노인의 웃음        | 이정호 | 김도영 | 주일청 | 김진해 여운계 박병호 이주실 이일웅 전원주 정재순 황범식 최창호 봉수연 박현정 이난희 맹호림 안광진 박승규 박해상 김일란 곽정희 최은숙 이나야 최우백 김진란 채수영 최건호 김희정 최용팔 최성우 최용호                                                                |              |      |
| 78화  | 4월 2일   | 사랑방 손님과 어머니 | 주요섭 | 이은교 | 김재현 | 최문선 윤미라 노주현 김소원 김봉근 김하림 곽정희 전원주 이한승 방숙례 김채연 최건호 김령 오세일 조인표 정유선 김민희 |              |      |
| 79화  | 4월 9일   | 맹진사댁 경사        | 오영진 | 류청오 | 전세권 | 추송웅 이문희 김영철 사미자 이덕희 황범식 하대경 박용식 서승현 홍요섭 박영목 박규식 고희준 유순철 윤성국 신원균 윤승원 김윤형 전광렬 윤용덕 이원발 김기복 김효관 선동혁 이정욱 노영화 정서임 김배옥 이종남 길춘영 손해경 김혜경 김은주 정선애 이현숙 김순덕 윤정오 |              |      |
| 80화  | 4월 16일  | 누가 백조를 쏘았는가 | 이병주 | 정하연 | 장기오 | 신구 문오장 임혁 박선희 김성원 최정훈 양영준 김을동 최창호 장학수 곽정희 안해숙 홍유진 원석연 김영실 이두섭 윤성국 |              |      |
| 81화  | 4월 23일  | 살아가는 나날        | 빈칸   | 이은교 | 이유황 | 안소영 주현 김난영 강태기 김봉근 이종만 이일웅 곽경환 박규식 문창길 김보미 원준 노영화 지계순 오중훈 이원종 길춘영 이한승 김혜경 최우백 원석연 윤승원 이현숙 김기복 윤정호                                                                                         |              |      |
| 82화  | 4월 30일  | 갈매기               | 이범선 | 김하림 | 주일청 | 민욱 조인표 문오장 하미혜 김진해 정진 장미자 윤덕용 김순구 정재순 봉수연 정인숙 김미영 김희정 |              |      |
| 83화  | 5월 7일   | 봄 봄                | 김유정 | 최경식 | 김충길 | 김진태 박준금 이신재 이종만 전원주 박규식 김을동 신수강 김윤형 이한수 이난희 박칠용 서영진 송보영 이종남 김순덕 |              |      |
| 84화  | 5월 14일  | 분례기               | 방영웅 | 최경식 | 김재현 | 이덕희 장항선 장학수 김인문 박혜숙 김난영 정종준 최주봉 최선아 이원종 곽정희 황민 박현정 조은덕 방숙례 박선희 안성태 박해상 공경구 이동진 |              |      |
| 85화  | 5월 21일  | 카인의 후예          | 황순원 | 이재원 | 장기오 | 민욱 김진해 임혁 김미숙 양영준 강민호 김종결 이구순 안광진 박상만 이두섭 정종준 이수연 봉혜선 이난희 장순철 장희진 박현정 최용호 이원종 김동완 유순철 이한수 구우룡 윤성국 신원균                                                                                  |              |      |
| 86화  | 5월 28일  | 꽃신                 | 김용익 | 김하림 | 이유황 | 강석우 이경진 이신재 김난영 문오장 정재순 하대경 홍영자 신수강 오중훈 박정웅 공경구 김일란 이제신 이현정 조재훈 박승규 최우백 안정훈 이희경 안대선 최마리아 |              |      |
| 87화  | 6월 4일   | 철쭉제               | 문순태 | 류청오 | 전세권 | 박지훈 유병한 유가영 권성덕 최명수 서우림 신원균 선동혁 김시원 서상익 김윤형 장희진 정진 송종원 윤성국 김세훈 최호창 |              |      |
| 88화  | 6월 11일  | 백치 아다다          | 계용묵 | 유열   | 주일청 | 김일란 김인문 장학수 이일웅 김난영 이치우 여운계 박용식 송창신 이대로 안광진 전원주 홍영자 곽정희 조은덕 남윤정 김재영 최재성 오숙 안성태 이동철 |              |      |
| 89화  | 6월 18일  | 돌의 미소            | 강위수 | 최경식 | 김충길 | 장항선 이순재 이성웅 안영주 백수련 박용식 곽경환 연운경 이원종 박칠용 김윤형 이덕희 박현정 김기진 황민 서영진 김배옥 이효신 |              |      |
| 90화  | 7월 2일   | 그 여름의 나팔꽃     | 김문수 | 윤혁민 | 김재현 | 최정훈 민욱 안해숙 정민 여운계 이대로 김봉근 김을동 문창길 김효원 맹호림 황민 박정웅 조재훈 문시운 조은덕 이두섭 이동진 이제신 안성태 봉정하 최용호 최용팔 오세일 전현                                                                                             |              |      |
| 91화  | 7월 16일  | 늪에서 나온 사람     | 정연희 | 박병우 | 장기오 | 임혁 송재호 하미혜 박선희 민지환 이성웅 최명수 양영준 김봉근 김병기 임병기 기정수 봉혜선 김명희 조재훈 유병준 김진오 유승봉 정종준 윤성국 신원균 이종남 김령 |              |      |
| 92화  | 7월 23일  | 수학여행             | 김동리 | 류청오 | 전세권 | 윤유선 이순재 사미자 김세윤 여운계 김을동 홍요섭 박영목 공경구 홍유진 민병이 김명희 김덕수 손혜경 이현숙 이현정 이종민 안성태 |              |      |
| 93화  | 7월 30일  | 와룡선생 상경기      | 조흔파 | 정하연 | 주일청 | 이일웅 노주현 구충서 김성환 정해창 서승현 김을동 박주아 김하림 연운경 박정웅 김시원 김효원 임옥경 최은숙 이미경 한정국 최재성 장광비 민병이 김희정 변종혁 강태호 조인표 최현정 최호창 이준성                                                                       |              |      |
| 94화  | 8월 6일   | 물레방아             | 나도향 | 백결   | 김충길 | 김기섭 하미혜 박병호 이신재 여운계 백수련 하대경 유병준 신수강 홍영자 김시원 김윤형 기정수 박현정 송종원 서영진 이종남 박종완 |              |      |
| 95화  | 8월 13일  | 벙어리 삼룡이        | 나도향 | 윤대성 | 맹만재 | 김영철 강태기 선우은숙 양영준 서우림 권미혜 권기선 봉혜선 곽정희 박용식 이원종 유순철 오기환 김창봉 박상만 신원균 전광렬 정재순 이난희 김소유 김효진 최용팔 심동훈 최용호 이만주                                                                                   |              |      |
| 96화  | 8월 20일  | 꿈                   | 이광수 | 최경식 | 김재현 | 정종준 하미혜 박상규 정민 이대로 이일웅 곽정희 최주봉 황민 최헌철 임성민 박선희 공경구 이두섭 김기복 이창원 최재현 최용호 마일운 이대인 김법종 |              |      |
| 97화  | 8월 27일  | 어느 시인의 죽음     | 호영송 | 박병우 | 장기오 | 노주현 안대용 연운경 김형자 최명수 남일우 사미자 양영준 장용 박웅 이문환 기정수 김진오 이두섭 신원균 이나야 이종민 |              |      |
| 98화  | 9월 3일   | 약속                 | 이문열 | 박병우 | 주일청 | 김흥기 황정아 이종만 이치우 봉혜선 이대로 김종결 이덕희 유순철 송창신 이원종 유종근 김효원 이한수 박승규 한현배 안광진 임성민 채수영 이제신 안정훈 김시연 주덕호                                                                                                   |              |      |
| 99화  | 9월 10일  | 목선                 | 한승원 | 김하림 | 홍성룡 | 백윤식 하미혜 백수련 최선자 김성환 노영화 김인문 곽경환 안병경 백준기 윤성국 이현두 이원종 송석호 장희진 곽정희 김소유 송동섭 이성호 김기복 안대선 이종민 이현주                                                                                                   |              |      |
| 100화 | 9월 17일  | 소리의 빛            | 이청준 | 이희우 | 김홍종 | 김성녀 전무송 김성겸 김성원 여운계 조용원 이일웅 최호창 김민희 이경표 김진란 이영 전원주 정진 이춘식 공경구 박상만 최동균 김효진 최재현 윤정호 김순덕 |              |      |
| 101화 | 9월 24일  | 꽃, 바람, 안개       | 빈칸   | 김상열 | 김충길 | 연운경 김세윤 최정훈 홍요섭 김을동 신수강 홍영자 장미자 안영주 김진애 박현정 박칠용 이주실 서영진 이종남 김주호 남주희 |              |      |
| 102화 | 10월 1일  | 성황당               | 정비석 | 이희우 | 맹만재 | 이경표 김인문 여운계 주현 이성웅 김하림 김동완 손혜정 한현배 황민 김창봉 이종우 전광렬 |              |      |
| 103화 | 10월 8일  | 뒷기미 나루          | 김정한 | 최경식 | 김재현 | 이대로 안대용 이덕희 황민 김성환 이원종 최주봉 곽정희 김해권 박상만 박칠용 맹호림 문창길 신원균 박현정 방도희 최우백 |              |      |
| 104화 | 10월 15일 | 동행                 | 전상국 | 김하림 | 주일청 | 민지환 김진해 최정훈 하미혜 박경득 홍영자 서상익 오중훈 김동완 박현정 유병준 김채연 이형준 안대선 김시연 박성호 주덕호 |              |      |
| 105화 | 10월 22일 | 묵시                 | 선우휘 | 정하연 | 홍성룡 | 임혁 전무송 최정훈 연운경 민욱 백윤식 김재만 기정수 이원종 박인환 신동훈 황범식 박태서 윤성국 노영화 김혜경 김효관 |              |      |
| 106화 | 10월 29일 | 필묵장수             | 황순원 | 김하림 | 고성원 | 김순철 윤미라 김성원 오현경 이종만 백준기 김일란 이현두 이춘식 최승철 정재순 반문섭 조은덕 최헌철 황민 이재신 조성희 권재희 박현정 최동균 이현정 최재현 임종만 서정희 홍상혁                                                                                       |              |      |
| 107화 | 11월 5일  | 바다                 | 최정희 | 박병우 | 김충길 | 사미자 주현 김영철 장민호 강부자 백수련 서영진 박준금 최헌철 박성호 김정훈 정소미 |              |      |
| 108화 | 11월 12일 | 장수하늘소           | 이외수 | 이희우 | 맹만재 | 임혁 백준기 오현경 이경표 이신재 이일웅 권미혜 이주실 박경득 송창신 정인숙 정서임 김영순 이종우 박상만 유순철 오기환 전광렬 전영미 최경수 이종민 |              |      |
| 109화 | 11월 19일 | 시골 여인숙          | 김원일 | 이은교 | 김재현 | 최호창 김민희 이대로 김성환 이원종 김을동 김하림 이길재 이미경 문창길 곽경환 유가영 장미자 곽정희 신원균 윤성국 최재성 손해경 임택선 최용호 |              |      |
| 110화 | 11월 26일 | 석화촌               | 이청준 | 김하림 | 주일청 | 권기선 이한수 이치우 태민영 남일우 백수련 김을동 이주실 김해권 방숙례 임영식 한경수 이제신 김일란 박승희 정인숙 이화영 김순덕 김희정 |              |      |
| 111화 | 12월 3일  | 학춤                 | 김이석 | 박병우 | 홍성룡 | 임혁 김효원 이기선 김난영 최명수 이신재 최창호 홍영자 김종구 이원종 송석호 장희진 조남경 윤성국 이성호 김재만 |              |      |
| 112화 | 12월 10일 | 소복                 | 김영수 | 김하림 | 고성원 | 차화연 김인문 최정훈 사미자 최길호 이춘식 이승호 최재성 최동균 곽정희 김혜숙 안형식 최재현 최건호 방숙례 김채연 이현숙 |              |      |
| 113화 | 12월 17일 | 유정                 | 이광수 | 박병우 | 이윤선 | 윤일봉 선우은숙 박혜숙 박준금 이종만 정한용 강효실 이주실 최주봉 박인환 정재순 최란 이원발 권재희 전유진 임인숙 |              |      |
| 114화 | 12월 24일 | 설야                 | 홍성원 | 이희우 | 맹만재 | 백윤식 하미혜 박병호 여운계 전원주 백준기 조남경 박규식 하대경 이미경 신종섭 황민 조은덕 조형숙 고광우 이종우 정인철 전광렬 |              |      |

#### 1984년
| 회차  | 방송일    | 작품명               | 원작   | 극본          | 연출   | 출연자 | 영상(풀버전) | 비고 |
| ----- | --------- | -------------------- | ------ | ------------- | ------ | --- | ------------ | ---- |
| 115화 | 1월 7일   | 눈길                 | 이청준 | 이은교        | 김재현 | 안영주 민욱 염복순 남윤정 신수강 김인문 반문섭 이한승 김상낙 박현정 안광진 박상만 전영미 권오현 이종민 박헌성 |              |      |
| 116화 | 1월 14일  | 선창가               | 백시종 | 김하림        | 주일청 | 박재주 김은주 김진해 전원주 박승희 박용식 봉수연 김영순 배재훈 한경수 한정국 김명곤 민병이 김채연 김명희 |              |      |
| 117화 | 1월 21일  | 실비명               | 김이석 | 김하림        | 홍성룡 | 권기선 김진태 이형준 이미경 김난영 연운경 최창호 이원종 서영진 정인숙 윤성국 김혜경 김재만 길춘영 조정국 남영미 김순덕 최정실 안꼭지                                                                                                   |              |      |
| 118화 | 1월 28일  | 겨울나들이           | 박완서 | 이유정        | 김충길 | 정영숙 이순재 백일섭 김미숙 강효실 이신재 한은진 홍영자 양영준 김을동 양재성 서영진 박용식 송희남 |              |      |
| 119화 | 2월 4일   | 절벽                 | 강신재 | 박병우        | 이윤선 | 황정아 노주현 박근형 반효정 김진애 송석호 홍요섭 박준금 김희진 김창봉 이화영 이종우 정서임 이원발 조정국 원유재 최양숙 |              |      |
| 120화 | 2월 11일  | 백로선생             | 이병주 | 이희우        | 맹만재 | 박병호 정운용 양재성 백준기 선우은숙 최주봉 김종구 공경구 이주실 이종우 이길재 이두섭 구우룡 이상호 임찬호 오기환 채수영 최건호 |              |      |
| 121화 | 2월 18일  | 천망                 | 이병주 | 김하림        | 김재현 | 김순철 안대용 여운계 박상규 박영목 조은덕 임혁주 김희진 이대로 맹호림 박용식 곽경환 김종구 남성식 박현정 유순철 공경구 황민 박상만 민병이 장희진 방도희 손해경                                                                         |              |      |
| 122화 | 2월 25일  | 새와 나무            | 이청준 | 김하림        | 주일청 | 이순재 박근형 이치우 반효정 주현 안영주 이현두 김효원 정인숙 조인표 주덕호 |              |      |
| 123화 | 3월 3일   | 미끼와 고삐          | 조선작 | 최경식        | 홍성룡 | 양재성 윤미라 유가영 임병기 최정훈 최명수 이진숙 최창호 송석호 이강수 김재만 윤성국 김혜경 최문선 이종민 |              |      |
| 124화 | 3월 10일  | 인간과 전장          | 송병수 | 김하림        | 장형일 | 김순철 Dennis.H.Christen James.E.Smith Ernst.R.Keidel Terry.R.Krause Mike.Aivarado Rayfield.Brittenum Tim.Gilder 이현두 박용식 박시영 유순철 이두섭 고광우 정종준 임택선 임영식 최헌철 전영수 최건호 이진숙 최성우 김주연              |              |      |
| 125화 | 3월 17일  | 타인의 얼굴          | 정하연 | 류청오        | 김재순 | 정윤희 한진희 임동진 박병호 남일우 박용식 양영준 김하림 송창신 김진태 신동훈 윤성국 이원발 이현정 민태원 |              |      |
| 126화 | 3월 24일  | 먼그대               | 서영은 | 이희우 박구홍 | 맹만재 | 안옥희 박근형 백준기 이경표 사미자 정재순 김을동 남윤정 이종우 김하림 지계순 박현정 맹호림 이화영 이종남 오기환 임찬호 홍미선 |              |      |
| 127화 | 3월 31일  | 아저씨의 훈장        | 박완서 | 최경식        | 김재현 | 이일웅 민욱 주현 김을동 염복순 이치우 전원주 홍영자 곽정희 곽경환 공경구 장희진 박용식 황민 민병이 손해경 민태원 안성태 김정훈 |              |      |
| 128화 | 4월 7일   | 갯바람               | 백우암 | 이환경        | 주일청 | 이신재 남윤정 이치우 김하림 유병한 하대경 박용식 김을동 박현정 봉혜선 방숙례 이제신 황범식 이병철 백찬기 안광진 한현배 한경수 김명희 홍미선 조인표                                                                                     |              |      |
| 129화 | 4월 14일  | 쥘부채               | 이병주 | 박병우        | 홍성룡 | 송재호 김미숙 민욱 김진옥 안영주 맹호림 김봉근 이현두 안대용 정운용 연운경 장희진 장칠군 김재만 윤성국 김기복 노영화 권재희 조정국 김수연 김영배 안승훈 한경선 이인숙 이미배                                                           |              |      |
| 130화 | 4월 21일  | 저문강               | 김원일 | 박평일        | 이윤선 | 정애란 반효정 백윤식 선우은숙 사미자 박용식 반문섭 홍영자 최재성 이원발 이현정 양미경 최현정 |              |      |
| 131화 | 4월 28일  | 산사에 서다          | 차범석 | 류청오        | 김재순 | 박병호 임옥경 백준기 이상아 고설봉 여운계 이종만 김하림 이종우 김진옥 구우룡 전영미 정승곤 홍미선 이주원 원명스님 |              |      |
| 132화 | 5월 5일   | 예낭풍물지           | 이병주 | 고성의        | 맹만재 | 정운용 안옥희 연운경 안영주 장미자 한혜경 박재주 안병경 김미영 서상익 이경표 윤성국 홍유진 김재만 김기복 이종남 길춘영 이기원 |              |      |
| 133화 | 5월 12일  | 한라산               | 오성찬 | 이은성        | 김충길 | 박병호 김소원 김윤미 최원석 이성웅 이종만 김상락 김동완 김일란 이수연 최명수 홍승일 |              |      |
| 134화 | 5월 19일  | 관계                 | 유재용 | 김하림        | 주일청 | 김흥기 이한수 최선자 김희진 박용식 최창호 곽정희 민병이 양미경 이정원 윤효영 |              |      |
| 135화 | 5월 26일  | 망향                 | 선우휘 | 정하연        | 홍성룡 | 이종만 민욱 안해숙 김진태 홍영자 안대용 한혜경 임병기 노영화 김봉근 이진숙 최명수 최창호 지계순 남윤정 곽정희 노영국 김재만 이인숙 안대선 최현정 신철 이종민                                                                           |              |      |
| 136화 | 6월 2일   | 배우수업             | 강유일 | 박병우        | 이윤선 | 임혁 윤미라 노주현 김종결 백수련 장항선 황범식 정한용 김진애 반문섭 이미경 신수강 강양례 최재성 이원발 서영진 김혜경 이배국 한경선 안승훈 이인숙                                                                                       |              |      |
| 137화 | 6월 9일   | 장미의 성            | 차범석 | 류청오        | 김재순 | 태현실 윤일봉 김세윤 여운계 박경득 태민영 최선아 이병철 박승규 신원균 손해경 이배국 윤효영 |              |      |
| 138화 | 6월 16일  | 섬섬옥수             | 황석영 | 이은교        | 맹만재 | 한혜경 백준기 구충서 강태기 안영주 이한나 사미자 양영준 신종섭 정재순 권재희 이화영 조혜란 김은주 최창호 김동수 구우종 김진오 이종우 임찬호 오숙 정정훈                                                                                |              |      |
| 139화 | 6월 30일  | 언젠가는 다시 만나리 | 이외수 | 박병우        | 박진수 | 백윤식 정영숙 임혁 김순철 사미자 안병경 황범식 김일란 이원종 신수강 이두섭 |              |      |
| 140화 | 7월 7일   | 기억 속의 들꽃       | 윤흥길 | 박평일        | 주일청 | 전유진 조인표 이치우 장희진 조연원 김희정 최창호 오중훈 남일우 김봉근 김일란 박현정 이한승 김미영 홍영자 신원균 길인영 장정희 윤초희 이배국 안승훈                                                                                     |              |      |
| 141화 | 7월 14일  | 거미의 성            | 유홍종 | 박구홍        | 홍성룡 | 김흥기 이덕희 민욱 김기복 양재성 반효정 김종결 최명수 맹호림 김재만 고광우 윤성국 최윤정 |              |      |
| 142화 | 7월 21일  | 머무를 수 없는 여자  | 김이연 | 정하연        | 김재순 | 하미혜 석세영 민지환 정해창 박병호 장희진 이현두 김하림 김상락 송종원 최동균 최화정 유병준 이종우 전영미 |              |      |
| 143화 | 7월 28일  | 망명의 늪            | 이병주 | 고성의        | 맹만재 | 임혁 박병호 이치우 최명수 안옥희 이한나 연운경 백준기 김상훈 김창봉 양영준 서상익 맹호림 박경득 박현정 홍유진 이종우 임찬호 홍미선 한경선 강덕미 데니스 크리스틴 최성우                                                                |              |      |
| 144화 | 8월 4일   | 바람의 넋            | 오정희 | 박병우        | 박진수 | 김자옥 김종결 김난영 강부자 양영준 황범식 신종섭 봉혜선 김동완 전병옥 김동우 이호탁 권민정 |              |      |
| 145화 | 8월 11일  | 병어회               | 이순   | 박평일        | 주일청 | 김성환 최선아 김순철 여운계 양영준 이주실 나정옥 허옥숙 최창호 이춘식 이한나 채수영 조은덕 이제신 장광비 장순천 이경영 손해경 이배국 윤효영 김희정 오숙                                                                                |              |      |
| 146화 | 8월 18일  | 황홀한 귀향          | 박구홍 | 박구홍        | 홍성룡 | 이덕희 백윤식 임혁 김난영 박병호 이진숙 최화정 맹호림 남윤정 김을동 임병기 이두섭 김재만 윤성국 문수화 김경란 장순애 이규혁 정순덕 |              |      |
| 147화 | 8월 25일  | 영원한 외출          | 김창동 | 이은교        | 김재순 | 김자옥 김진옥 임동진 김소원 민욱 유가영 윤상미 박용식 김기진 유승봉 전병옥 정진우 |              |      |
| 148화 | 9월 1일   | 꿈꾸는 식물          | 이외수 | 박구홍        | 맹만재 | 김영철 서영진 최화정 김현주 정해창 안병경 김상락 서우림 신종섭 김소유 이종우 안광진 김상훈 장칠군 이두섭 고광우 김진오 임찬호 이현숙 길인영 오경아 홍미선 이정원                                                                       |              |      |
| 149화 | 9월 15일  | 곰네                 | 김동인 | 박찬성        | 전세권 | 윤상미 안병경 남일우 강부자 김순철 백수련 김해권 이원종 기정수 최용욱 이진숙 유가영 신수강 조은덕 박건식 신원균 최문선 이상택 |              |      |
| 150화 | 9월 22일  | 유자약전             | 이제하 | 박병우        | 박진수 | 하미혜 박상규 김성환 강태기 박영목 홍유진 김기진 하대경 고설봉 최명수 안대선 이국향 |              |      |
| 151화 | 9월 29일  | 사랑의 조건          | 최인호 | 이환경        | 주일청 | 민욱 이한나 윤상미 박병호 백일섭 최창호 이주실 박용식 안광진 김미영 임병기 박현정 김일란 정인숙 박승규 장광비 장기용 최석구 문수화 홍미선 주덕호 전윤찬 권민정                                                                         |              |      |
| 152화 | 10월 6일  | 무사와 악사          | 홍성원 | 박구홍        | 홍성룡 | 전무송 양재성 안병경 김효원 김희진 최화정 기정수 고광우 최명수 최창호 이원종 송희남 고희준 송동섭 이성호 김재만 신원균 손해경 |              |      |
| 153화 | 10월 13일 | 실반지               | 전상국 | 박성조        | 김재순 | 신동훈 유지인 최길호 이성웅 박지훈 백수련 신수강 김상락 김순철 이종우 이원발 송석호 박영목 최화정 이배국 김영배 이주원 배진호 이재훈                                                                                                   |              |      |
| 154화 | 10월 20일 | 감자                 | 김동인 | 박찬성        | 전세권 | 조태숙 김해권 민지환 문오장 박병호 반효정 홍영자 신수강 이한나 이혜정 박용식 장학수 최영욱 신원균 곽정희 봉혜선 방숙례 이현숙 조인표                                                                                                   |              |      |
| 155화 | 10월 27일 | 물레나물꽃           | 김문수 | 이훈          | 맹만재 | 박병호 민욱 양재성 남윤정 최화정 황민 이원종 윤초희 박현정 오기환 박상만 최동균 신원균 지계순 길인영 김영순 김배옥 임찬호 이상택 |              |      |
| 156화 | 11월 3일  | 모자                 | 김원일 | 박병우        | 박진수 | 박혜숙 김남호 사미자 임혁 김순철 황범식 김난영 장미자 김효원 안문숙 기정수 이제신 김영배 안성태 김현식 |              |      |
| 157화 | 11월 10일 | 저승새               | 김동리 | 이환경        | 주일청 | 김동완 이민우 정민 우종윤 지계순 최창호 사미자 송창신 이덕희 정주현 박용식 최용욱 김상락 장광비 공경구 김유행 |              |      |
| 158화 | 11월 17일 | 두 나그네            | 윤정규 | 박구홍        | 홍성룡 | 박병호 백준기 김진옥 권미혜 노영화 박용식 임병기 유종근 송석호 송희남 노영국 고희준 남성식 방도희 김재만 손해경 최석구 문수화 |              |      |
| 159화 | 11월 24일 | 강 건너 북촌         | 김용성 | 김하림        | 장형일 | 하미혜 백일섭 김영철 김남호 박칠용 이문환 김시원 조재훈 김천만 박해상 김연호 선동혁 김종구 임영식 박승규 최동균 김환상 신원균 이성후 이종우 이영수 김정환 손영춘 최재흠 한현배 한경수 김명곤 이주원 안성민 배진호 오문갑 신철 최상진   |              |      |
| 160화 | 12월 1일  | 웃음소리             | 최일남 | 김운경        | 전세권 | 박칠용 이미경 이치우 사미자 이종만 서승현 황범식 장학수 박규식 김종구 이정웅 이한승 이춘식 최승철 이병철 김동수 장칠군 장광비 전원주 김소유 방숙례 이제신 선동혁 김영선 이경영 안승훈 이인숙 김혜경 윤연순 이효신 홍미선 김정훈 김정국 |              |      |
| 161화 | 12월 8일  | 들리는 빛            | 김준성 | 고성의        | 맹만재 | 임혁 김흥기 최정민 이민우 최정훈 신종섭 양영준 박경득 한혜경 장희진 윤덕용 오기환 김상훈 박재주 남성식 최용욱 지계순 홍유진 곽정희 김화경 양형호 이성호 임찬호 김배옥                                                                  |              |      |
| 162화 | 12월 15일 | 겨울 대합실          | 김원석 | 박병우        | 박진수 | 김성겸 김자옥 안해숙 임혁주 김일란 이원종 유병한 이배국 이춘식 정종준 박건식 반석진 문수화 황범식 강양례 김종구 김선덕 |              |      |

#### 1985년
| 회차  | 방송일    | 작품명                     | 원작   | 극본   | 연출   | 출연자 | 영상(풀버전) | 비고 |
| ----- | --------- | -------------------------- | ------ | ------ | ------ | --- | ------------ | ---- |
| 163화 | 1월 5일   | 노래여, 마지막 노래여      | 김문엽 | 김문엽 | 장기오 | 선동혁 신구 김미숙 안병경 이정웅 이종만 양영준 이원종 이춘식 이대로 황범식 김순구 박칠용 김혜숙 정서임 박양례 윤덕용 박용식 반석진 김창봉 유승봉 최재현 김정환 이국환                                                              |              |      |
| 164화 | 1월 12일  | 불밭골의 설화              | 강위수 | 박평일 | 주일청 | 반효정 이경표 장학수 남윤정 이종만 백준기 강태기 김현주 박용식 최선자 전원주 봉혜선 최창호 안광진 최용욱 고희준 황범식 공경구 박현정 장광비 최석구 김남호 이민우                                                                   |              |      |
| 165화 | 1월 19일  | 어두운 기억의 저편         | 이균영 | 박구홍 | 홍성룡 | 백윤식 박혜숙 안영주 홍영자 장희진 윤초희 최명수 최창호 이문환 맹호림 반문섭 박용식 고희준 유종근 신원균 노영화 김수연 이인숙 조인표 이상택 최상진 이잎새                                                                          |              |      |
| 166화 | 1월 26일  | 북소리                     | 송영   | 박성조 | 맹만재 | 양재성 이경표 이치우 안영주 최정훈 김해권 김상훈 김진오 남성식 이두섭 박상만 오기환 반석진 장광비 박현정 남윤정 방숙례 이제신 홍유진 전영미 이종우 임찬호 최석구 정서임 문수화 장혜숙 김향한                                       |              |      |
| 167화 | 2월 2일   | 노두                       | 최금동 | 박찬성 | 전세권 | 강민호 하미혜 최주봉 김종구 유승봉 김천만 양영준 서우림 박영목 김시원 곽정희 김성겸 김기섭 정효진 양미경 공경구 신원균 김일란 조태숙 황범식 최용욱 김상훈 이계영                                                                   |              |      |
| 168화 | 2월 9일   | 골패                       | 정건영 | 박병우 | 박진수 | 백수련 반효정 조용원 남일우 박혜숙 김진애 손창민 곽경환 나정옥 박정웅 이수연 김영배 김주호 |              |      |
| 169화 | 2월 16일  | 수몰촌                     | 최남백 | 이환경 | 주일청 | 김진해 정영숙 이치우 권미혜 이대로 정인숙 김희정 김하림 이영 구충서 전원주 조재훈 윤덕용 박칠용 홍영자 이수연 김일란 박승규 장광비 이민우 안꼭지 배진호                                                                            |              |      |
| 170화 | 2월 23일  | 순결학교                   | 최일남 | 박구홍 | 홍성룡 | 김형자 서승현 김희진 이미경 이성웅 최창호 최명수 전원주 이진숙 남윤정 유종근 정종준 고희준 안광진 안병경 김성환 임병기 노영국 광정희 손해경 고광우 김재만 이주원 박채봉                                                            |              |      |
| 171화 | 3월 2일   | 천국에서 온 광대           | 이청준 | 정하연 | 장기오 | 김순철 김흥기 연운경 임병기 정종준 송보영 이병철 김동수 장학수 홍영자 기정수 이한나 공경구 이두섭 최동균 조재훈 신원균 장정희 |              |      |
| 172화 | 3월 9일   | 하늘의 꽃처럼 땅의 별처럼  | 김문영 | 김문엽 | 이영국 | 안옥희 최문선 김종결 김희진 조연원 조인표 최선자 반효정 이수연 이한나 양영준 홍승일 양미경 김향한 배진호 이상택 이재훈 박상희 박상연 유은정 안성진                                                                                 |              |      |
| 173화 | 3월 16일  | 인생차압                   | 오영진 | 박성조 | 맹만재 | 김순철 여운계 민욱 이미경 백준기 이경표 박병호 최정훈 박인환 김하림 박재주 송희남 이종우 김소유 전원주 강양례 곽정희 김동완 정인철 이제신 박현정 방숙례 김상훈 박용식 오기환 최주봉 홍유진 임찬호 김희윤 이배국                    |              |      |
| 174화 | 3월 23일  | 춘란                       | 최경식 | 최경식 | 김재현 | 박병호 김영철 김선영 이대로 문창길 황범식 김소원 문수화 송경희 최명수 장희진 박용식 황민 정종준 민병이 반석진 박현정 김종구 김덕수 김동완 최용욱 김유행 김명곤 이항수 전유진 안대선                                                |              |      |
| 175화 | 3월 30일  | 객지와 타향                | 김상렬 | 박평일 | 김충길 | 주현 정영숙 이효춘 정운용 이덕희 안대용 이미경 이일웅 신종섭 박용식 송희남 김윤형 신수강 조재훈 곽정희 서영진 최재성 김향한 김희윤 한경선 박성규 이상택 배진호 이궁희 이윤정 박성미 전유진                                         |              |      |
| 176화 | 4월 6일   | 죄와 벌                    | 이무영 | 이환경 | 주일청 | 백윤식 안대용 백준기 여운계 정인숙 송창신 최창호 전원주 박용식 신종섭 장광비 이현두 김미영 조태숙 이주실 김일란 김순구 최용욱 오중훈 이제신                                                                                        |              |      |
| 177화 | 4월 13일  | 아무 일도 없었던 어느 봄날 | 이철호 | 박구홍 | 홍성룡 | 유동근 이경표 이치우 사미자 최선자 남윤정 박용식 유종근 안광진 고희준 오중훈 최화정 노영화 박현정 송동섭 김덕수 이성호 이종남 이형진 장혜숙 이주원                                                                                 |              |      |
| 178화 | 4월 20일  | 미명의 하늘                | 문순태 | 박병우 | 박진수 | 정동환 김일란 안병경 반효정 김순철 최선자 백수련 사미자 이대로 이원종 김을동 기정수 김동완 이수연 황범식 전병옥 최현철 김배옥 유대성                                                                                               |              |      |
| 179화 | 4월 27일  | 그 테러리스트를 위한 만사  | 이병주 | 김문엽 | 장기오 | 백일섭 최종원 양재성 이신재 유가영 김진해 이치우 이정웅 이문환 임병기 양영준 곽정희 박상만 최창호 곽경환 김봉근 박규식 박용식 신원균 김순구 장광비 김영선 이종남 김선영 임인희 장정희 서동영 김동우                                |              |      |
| 180화 | 5월 4일   | 배뱅이굿                   | 오영진 | 고성의 | 맹만재 | 태현실 남일우 강영아 윤문식 한현배 전원주 박현정 이종우 곽정희 이한나 이한수 김동완 반문섭 김창봉 유순철 이원종 김상훈 오기환 채수영 김영선 노영화 강양례 김향한 김선덕 남윤정 방숙례 최용팔 최용호 안대선                         |              |      |
| 181화 | 5월 11일  | 산란                       | 김성동 | 최경식 | 김재현 | 이종민 황민 고설봉 하미혜 임성원 박용식 최용욱 홍유진 김희진 남성식 채수영 강영아 송경희 류대성 |              |      |
| 182화 | 5월 18일  | 인동                       | 이채형 | 이환경 | 주일청 | 신구 여운계 김순철 최선자 김영철 허옥숙 김순구 김희진 박정웅 김종구 최주봉 안광진 이현두 공경구 장광비 정주현 봉혜선 김영순 장혜숙 이인숙 박주현 이제훈 박종환 이연주 남사당                                                       |              |      |
| 183화 | 5월 25일  | 숫자의 행방                | 우희태 | 박구홍 | 홍성룡 | 태민영 김미영 최정훈 이경표 이일웅 김현주 최창호 백준기 안해숙 고희준 임병기 고광우 김재만 이형진 김해경 강승우 김만용 이미나 이재훈                                                                                               |              |      |
| 184화 | 6월 1일   | 그 유월의 한낮             | 조수비 | 박병우 | 이윤선 | 임동진 황정아 김현주 주현 김종결 연운경 이미경 류대성 이현정 문창길 이원만 |              |      |
| 185화 | 6월 8일   | 산곡의 백합                | 김문엽 | 김문엽 | 장기오 | 안대선 이상택 임인숙 한태희 김남호 이성훈 이궁희 임인희 박중환 신철 권민수 박혜경 박장호 최정화 김순철 이신재 김영철 강영아 유병한 임혁 양영준 봉혜선 하대경 안병경 김혜숙 임병기 박주아 박현정 곽정희 박상만 임찬호 강양례 이한위 |              |      |
| 186화 | 6월 15일  | 달빛이 무거워              | 김준성 | 고성의 | 맹만재 | 정운용 이경표 오경아 안병경 백준기 양영준 김상훈 김하림 김창봉 남성식 이영 홍유진 김영순 방숙례 문수화 김혜경 최정실 김지선 홍미선 장혜숙 최용팔 한태희                                                                            |              |      |
| 187화 | 6월 22일  | 아벨의 시간                | 유익서 | 고성의 | 김재현 | 전무송 정상철 윤상미 사미자 남윤정 남일우 이대로 황범식 김희윤 양영준 백준기 반석진 최용욱 최용팔 최호창 황민 김명곤 홍승일 강태기 강인기 손창민 박광진                                                                            |              |      |
| 188화 | 7월 6일   | 변명                       | 이병주 | 박구홍 | 김재순 | 양재성 임혁 김영철 권성덕 윤승원 송창신 김진태 안해숙 홍요섭 김동완 공경구 김기진 박승규 최재성 이원발 안승훈 서동영 김재만 손해경 민대진 이상훈                                                                                   |              |      |
| 189화 | 7월 13일  | 어머니의 성                | 문순태 | 박평일 | 주일청 | 정영숙 백윤식 안대용 김영철 김일란 민욱 박용식 최창호 김봉근 이수연 이주실 이한나 서우락 한현배 안광진 박승규 공경구 맹호림 박현정 채수영 민병이 방숙례 임영식 신원균 정인숙 홍미선 이정훈 이미나 김만용 송상은 권병린             |              |      |
| 190화 | 7월 20일  | 아버지의 표창              | 윤춘택 | 박병우 | 박진수 | 정동환 최호창 하미혜 안영주 전원주 김을동 장항선 황범식 봉혜선 김종구 |              |      |
| 191화 | 7월 27일  | 흑과부                     | 박완서 | 박구홍 | 홍성룡 | 김을동 안해숙 봉혜선 남윤정 곽정희 송창신 박용식 안병경 이문환 안문숙 박양례 방숙례 윤연순 고희준 박태민 김재만 홍순석 안성호 안광진 송경옥 조연원 한태희 오현진 박채봉 조인표 이잎새                                              |              |      |
| 192화 | 8월 10일  | 회선                       | 한수산 | 김운경 | 장기오 | 홍요섭 박경득 박규식 안대용 김창봉 사미자 김혜숙 임성원 이미경 기정수 장희진 민욱 김영철 한태일 이한수 이두섭 김봉근 노영국 김덕수 남성식 한정국 손영춘 정서임 최정실 장정희 장혜숙 최정화                                         |              |      |
| 193화 | 8월 17일  | 휴가 연습                  | 김주영 | 박성조 | 맹만재 | 최화정 강태기 김소원 김미영 양재성 한경수 유순철 이종남 이예자 정서임 박현정 방숙례 홍유진 김지선 채수영 임찬호 이종우 김명곤 전병옥 이환지 김영선 이원발                                                                          |              |      |
| 194화 | 8월 24일  | 학마을 사람들              | 이범선 | 박구홍 | 김재순 | 박칠용 김영철 이두섭 이경표 양미경 백준기 김수연 이대로 안승훈 장미자 방숙례 강양례 박연은 김상락 황민 김동완 고광우 김종구 유종근 윤성국 손영춘 김기진 차양희 손해경 한경선 김남호 김기만 문성재 장진숙                           |              |      |
| 195화 | 8월 31일  | 양지의 그늘                | 최희숙 | 박병우 | 이윤선 | 황정아 노주현 윤미라 사미자 주현 백수련 손영춘 박연은 김일란 이한수 강양례 최재성 윤용덕 이현정 이원발 이형진 임인숙 김용훈 임인희                                                                                                 |              |      |
| 196화 | 9월 7일   | 열하일기                   | 고동화 | 박병우 | 박진수 | 김영철 김미숙 정동환 박준금 황범식 박규식 김윤형 유순철 김일란 임성원 정종준 이화영 이종남 오욱철 |              |      |
| 197화 | 9월 14일  | 타인의 목소리              | 노순자 | 조소혜 | 이영국 | 양미경 염복순 홍요섭 김현주 반효정 박근형 한진희 김형자 양영준 하대경 남성식 최재성 이환지 류대성 김희윤 이경영 이예자 |              |      |
| 198화 | 9월 28일  | 우리들의 불꽃              | 백도기 | 이유일 | 맹만재 | 정운용 이낙훈 고아라 김성겸 안해숙 전원주 주현 박칠용 박규식 신수강 김창봉 김상훈 이성호 최정실 문수화 김지선 김희윤 이정원 이주원 이민우                                                                                          |              |      |
| 199화 | 10월 5일  | 사과와 다섯 병정           | 이문열 | 박평일 | 주일청 | 김종구 여운계 김희진 이종우 공경구 남윤정 박병호 주현 이일웅 전원주 윤덕용 김을동 박승규 봉혜선 조재훈 임영식 고희준 정주현 안광진 김동완 전병옥 박해상 김윤형 최용욱 최동균 김성철                                                |              |      |
| 200화 | 10월 12일 | 상록수                     | 심훈   | 박구홍 | 김재순 | 김영철 김수연 백윤식 백준기 김하림 송창신 박영목 신동훈 이계영 차철순 차양희 양형호 윤성국 손영춘 김봉근 여운계 장미자 전원주 박정웅 김동완 김상락 한현배 조은덕 장정희 안영아 김남호 이주원 문성재 황길상                         |              |      |
| 201화 | 10월 19일 | 마뜰                       | 오찬식 | 최경식 | 김재현 | 김기복 정종준 강영아 박주아 이일웅 이대로 박상규 반석진 박건식 박용식 곽정희 서상익 백준기 황민 김동완 최용욱 김재만 최건호 차두옥 임인희                                                                                          |              |      |
| 202화 | 10월 26일 | 천상의 계곡                | 최인호 | 박평일 | 김충길 | 여운계 김성겸 김세윤 김창숙 반효정 허옥숙 고설봉 김윤형 강계식 김동완 박재주 송희남 방숙례 장광비 이형진 홍순석 박연은 손정훈 이미나                                                                                               |              |      |
| 203화 | 11월 2일  | 토끼와 포수                | 박조열 | 박조열 | 전세권 | 황정아 최종원 이성호 최화정 이신재 박규식 김진태 강영아 고아라 |              |      |
| 204화 | 11월 9일  | 너무 큰 나무               | 최일남 | 김운경 | 장기오 | 최란 정종준 민지환 사미자 박주아 김향숙 오혜경 김혜숙 양영준 이원종 김봉근 맹호림 김창봉 이두섭 곽정희 정인철 신원균 장정희 홍순석 양형호 최용팔 안대선                                                                            |              |      |
| 205화 | 11월 16일 | 아네모네 마담              | 주요섭 | 박병우 | 이윤선 | 정영숙 홍요섭 김진애 김보미 김종결 양재성 김진태 권성덕 황범식 반석진 김기복 이원발 강양례 홍순석 유영희 고아라 |              |      |
| 206화 | 11월 23일 | 해녀 뭍에 오르다           | 오영진 | 박성조 | 맹만재 | 김형자 백준기 이낙훈 이대로 최선자 홍유진 백윤식 양재성 신종섭 윤초희 남윤정 서상익 박해상 이종우 박용식 김창봉 한경수 고희준 박현정 임병기 윤영주 윤성국 오기환 임찬호 김람호                                                     |              |      |
| 207화 | 11월 30일 | 숨은 그림 찾기             | 이상문 | 신문고 | 김재순 | 민욱 임혁 신구 정해창 정영숙 이미경 박영목 김영철 차철순 이종남 이계영 이두섭 김봉근 김동완 김영기 박승규 김상락 김영선 강은주 정유경 문성재 원유재                                                                                |              |      |
| 208화 | 12월 7일  | 망망대해                   | 백시종 | 최경식 | 김재현 | 김성겸 박주아 백수련 정종준 강태기 김하림 공경구 박건식 김기복 장광비 박정웅 김종구 박용식 서상익 최용욱 박승규 황민 반석진 박연은 이형진 최용팔                                                                                   |              |      |
| 209화 | 12월 14일 | 전사에서                   | 최인훈 | 박병우 | 박진수 | 박진성 이영수 김희령 박길라 하대경 류대성 차두옥 최건호 |              |      |
| 210화 | 12월 21일 | 사평역                     | 임철우 | 임철우 | 전세권 | 김순철 김영철 김시원 안소영 이영 고희준 김을동 전원주 장희진 이주실 강은주 신수강 유가영 김희진 최창호 안영주 이대로 석금성 |              |      |
| 211화 | 12월 28일 | 자정의 바다                | 한수산 | 박병우 | 이윤선 | 하미혜 임성민 최정훈 사미자 백수련 정재순 김종결 유영희 박용식 윤용덕 이원발 오숙 최재성 류대성 채행하 김영호 김형용 |              |      |

#### 1986년
| 회차   | 방송일    | 작품명               | 원작   | 극본          | 연출   | 출연자 | 영상(풀버전) | 비고 |
| ------ | --------- | -------------------- | ------ | ------------- | ------ | --- | ------------ | ---- |
| 212화  | 1월 11일  | 겨울의 초상          | 김옥수 | 박성조        | 맹만재 | 백윤식 안옥희 백준기 강영아 임혁 김성겸 안영주 한혜경 전원주 양재성 박현정 반석진 김종구 유승봉 김창봉 김하림 방숙례 강양례 이제신 오기환 손해경 최석구 조현진 김람호 조현정                                      |              |      |
| 213화  | 1월 18일  | 불                   | 현진건 | 이홍구        | 김재순 | 조민수 김진태 백수련 민지환 전원주 박용식 홍영자 김동완 박건식 김상락 김종구 김영기 이계영 차철순 최건호 |              |      |
| 214화  | 1월 25일  | 만다라               | 김성동 | 이환경        | 김재현 | 서영진 반석진 김현주 최선아 박병호 박용식 공경구 박현정 최용욱 홍유진 이형진 이경영 박진성 장정희 최건호 고아라 최용팔 최용호                                                                                     |              |      |
| 215화  | 2월 1일   | 어제 울린 소리       | 유재용 | 박병우        | 박진수 | 신구 사미자 김길호 정영숙 백윤식 염복순 이신재 이일웅 이치우 이수연 연규진 류대성 이원종 강은주 김람호 박혜숙 여운계 장민호                                                                                       |              |      |
| 216화  | 2월 8일   | 연                   | 김원일 | 박찬성        | 전세권 | 전무송 이주실 민태원 김민희 이대로 장희진 김성겸 이진숙 양미경 고희준 전원주 윤성옥 박정웅 이원종 김해권 하대경 곽경환 황범식 박현정 김정국                                                                       |              |      |
| 217화  | 2월 15일  | B사감과 러브레터     | 현진건 | 박병우        | 이윤선 | 허옥숙 유영희 이예자 김일란 정서임 김인태 박정웅 태민영 이구순 임혁주 윤승원 윤용덕 이종우 이원발 이한위 오경아 조연원 이정화                                                                                     |              |      |
| 218화  | 2월 22일  | 비철 이야기          | 유익서 | 박성조        | 맹만재 | 임혁 강영아 이치우 최선자 김하림 이종남 강태기 백찬기 박칠용 이환지 임택선 오욱철 신원균 채수영 박해상 홍유진 윤혜진 한경수 김명곤 이주원                                                                         |              |      |
| 219화  | 3월 8일   | 광화사               | 김동인 | 이홍구        | 김재순 | 송용태 조민수 이순재 박병호 박영목 김상락 김동완 신수강 이계영 김영기 이진희 최건호 차철순 문수화 김희령 유미림 권경화 이상훈 노영일                                                                              |              |      |
| 220화  | 3월 15일  | 노은사               | 하근찬 | 최경식        | 김재현 | 이일웅 이호재 이대로 박주아 안해숙 박용식 황범식 반석진 서영진 최용욱 공경구 홍유진 이형진 조은덕 최용팔 김만용 한태희 김정환 최용호 장현                                                                         |              |      |
| 221화  | 3월 22일  | 돛배를 찾아서        | 김남   | 박구홍        | 전세권 | 임동진 김영애 김길호 김지숙 김영철 임혁주 전원주 김시원 이신재 이진숙 박용식 현호진 박영목 고광우 전광렬 고아라 최용욱 조은덕 장혜숙 강영아 고희준 안광진 차기환 이기홍                                           |              |      |
| 222화  | 3월 29일  | 기적을 파는 백화점   | 이어령 | 박평일        | 이윤선 | 유동근 태민영 염복순 김현주 김길호 남일우 권성덕 박규식 박용식 장학수 김을동 강태기 김경하 김진오 유성 손경수 정서임 이원발 유영희 최건호 김람호                                                                  |              |      |
| 223화  | 4월 5일   | 서울 하늘 아래       | 안장환 | 김도영        | 맹만재 | 김순철 여운계 양재성 이한나 김경하 김미영 안영주 양영준 이대로 김소유 신수강 홍유진 박현정 유순철 한현배 임택선 김영배 강양례 염선용 오기환 원유재 한은영                                                         |              |      |
| 224화  | 4월 12일  | 병풍에 그린 닭이     | 계용묵 | 이홍구        | 김재순 | 정복임 김영기 여운계 이대로 강영아 신수강 김소원 김성겸 문창길 유병준 전원주 이수연 고인배 이계영 오경아 이예자 최건호 이정훈                                                                                     |              |      |
| 225화  | 4월 19일  | 하늘만큼 먼 나라     | 노경식 | 김준일        | 주일청 | 이낙훈 반효정 민욱 허옥숙 전무송 서우림 백수련 김순철 이주실 김봉근 김종구 최용욱 장혜숙 주덕호 공경구 윤영주 이잎새                                                                                              |              |      |
| 226화  | 5월 3일   | 빈자의 나무          | 강유일 | 이환경        | 이영국 | 선우은숙 임혁주 신구 이영수 남일우 안영주 전무송 이제신 조연원 신수강 최재성 임찬호 안종배 |              |      |
| 227화  | 5월 10일  | 거미의 집            | 강석경 | 박평일        | 이윤선 | 김수용 김희진 이낙훈 백윤식 김종결 김소원 백수련 이종만 곽경환 홍영자 송희남 문수화 박경숙 류대성 이원발 유영희 현호진 김일곤                                                                                     |              |      |
| 228화  | 5월 17일  | 비석                 | 김원석 | 성기숙        | 홍성룡 | 김기섭 윤승원 이진숙 허옥숙 노영화 안영주 김진옥 최창호 맹호림 이주실 홍영자 송희남 김성환 고희준 김혜경 손해경 최헌철 신종섭 박영목 안광진 조재훈 김재만 차기환 한태희 현호진 손상석 김경란                      |              |      |
| 229화  | 5월 24일  | 아낌없이 주련다      | 한운사 | 김옥수 안양자 | 맹만재 | 김자옥 전광렬 이진선 최정훈 김진애 정운용 이영 김영선 신종섭 오기환 임택선 김일우 오욱철 문수화 이동진 최석구 윤혜진 예명숙 이재혁                                                                                |              |      |
| 230화  | 5월 31일  | 수초의 노래          | 빈칸   | 이은성        | 임학송 | 안옥희 백일섭 이민우 이치우 김진해 민욱 김진옥 남성식 최동균 하대경 이제신 김지영 |              |      |
| 재방송 | 6월 7일   | 바닷가 소년          | 한남칠 | 김하림        | 장형일 | 안옥희 신구 한은질 |              |      |
| 재방송 | 6월 14일  | 단독강화             | 이은성 | 이은성        | 김홍종 | |              |      |
| 재방송 | 6월 21일  | 카인의 후예          | 황순원 | 이상근 선우휘 |        | |              |      |
| 재방송 | 6월 29일  | 기억속의 들꽃        | 윤홍길 | 박평일        | 주일청 | |              |      |
| 재방송 | 7월 5일   | 사랑방 손님과 어머니 | 주요섭 | 이은교        | 김재현 | |              |      |
| 재방송 | 7월 12일  | 역마                 | 김동리 | 최경식        | 김충길 | |              |      |
| 재방송 | 7월 19일  | 첫사랑               | 이호철 | 박수복        | 이유창 | |              |      |
| 재방송 | 7월 26일  | 메밀꽃 필 무렵       | 이효석 | 김하림        | 김홍종 | |              |      |
| 재방송 | 8월 2일   | 변명                 | 이병주 | 박구홍        | 김재순 | |              |      |
| 재방송 | 8월 9일   | 묵시                 | 선우휘 | 정하연        | 홍성룡 | |              |      |
| 재방송 | 8월 23일  | 갯마을               | 오영수 | 이은교        | 주일청 | 조옥희 주현 백수련 김성환 서승현 |              |      |
| 재방송 | 8월 30일  | 눈길                 | 이청준 | 이은교        | 김재현 | 민욱 안영규 염복순 남윤정 |              |      |
| 재방송 | 9월 6일   | 취국                 | 안수길 | 박병우        | 박진수 | 하미혜 반효정 김인태 김순철 |              |      |
| 재방송 | 9월 13일  | 금시조               | 이문열 | 정하연        | 장기오 | |              |      |
| 재방송 | 9월 20일  | 꿈                   | 빈칸   | 최경식        | 김재현 | 정종준 하미혜 박상규 정민 이대로 |              |      |
| 231화  | 10월 11일 | 분녀                 | 이효석 | 이홍구        | 김재순 | 서주화 백준기 김영기 태민영 박혜숙 이대로 김윤형 이종만 박용식 서영진 방숙례 오경아 이예자 김동완 김기진 고인배 문수화 임찬호 강은주 김정훈                                                                       |              |      |
| 232화  | 10월 18일 | 동행                 | 정대재 | 이은성        | 정회철 | 정동환 최종원 장학수 안해숙 강영아 주희 나정옥 박인환 태일 임해림 곽정희 박현정 최상규 연현철 |              |      |
| 233화  | 10월 25일 | 파랑섬               | 빈칸   | 이홍구        | 김재순 | 김형자 정상철 권현수 서주화 이경영 고인배 강영아 김영기 박상규 김혜숙 이제신 최건호 김대희 |              |      |
| 234화  | 11월 1일  | 신들의 주사위        | 황순원 | 류청오        | 한정희 | 김순철 이대로 백윤식 이덕희 백준기 김현주 문창길 윤혜진 권미혜 이종만 이일웅 김을동 신수강 박현정 양영준 김봉근 김경하 류대성 한현배 박해상 전병옥 차기환                                                         |              |      |
| 235화  | 11월 8일  | 가을바다 사람들      | 안정효 | 박구홍        | 홍성룡 | 김흥기 오유경 이문환 안해숙 이종만 전원주 조양자 양영준 양진웅 박규식 김희진 고희준 유대성 한정국 박경숙 유채림 김용태 이현실                                                                                     |              |      |
| 236화  | 11월 15일 | 산그늘               | 백전교 | 류청오        | 한정희 | 안대용 박혜숙 김선영 백수련 김영식 김성겸 김천만 박용식 한현배 한정국 홍영자 봉혜선 박현정 신수강 김상락 박해상 김혜숙 김용태 윤효영 박승규 최동균 류대성 이성수 장주연 안충명                                    |              |      |
| 237화  | 11월 22일 | 그 해 여름           | 이철호 | 김원석        | 홍성룡 | 김선철 이주원 정서임 김기복 이치우 김소원 이호재 황민 최창호 최명수 김동완 김기섭 전원주 이수연 남윤정 고희준 송희남 전영수 방숙례 조은덕 윤지수 김재만 김윤영 정보석 최태운 노영일 유성근 유상운                 |              |      |
| 238화  | 11월 29일 | 젊은 느티나무        | 강신재 | 김하림        | 김재현 | 김혜수 이효정 정보석 김세윤 태현실 김순철 김소원 박용식 유순철 최용욱 김만용 김수정 장은정 |              |      |
| 239화  | 12월 6일  | 들뻐꾸기             | 빈칸   | 오재호        | 임학송 | 최선자 김을동 강수연 김천만 이현두 박현정 이원종 김창봉 김상훈 안광진 김명곤 김경림 |              |      |
| 240화  | 12월 13일 | 만추                 | 김지헌 | 이은교        | 맹만재 | 김교순 정운용 장희진 양재성 박경득 김창봉 박해상 서상익 유순철 김상훈 오기환 신동훈 홍유진 조양자 김정환 류대성 한경선 장혜숙 황소영 서준영 최건호                                                                |              |      |
| 241화  | 12월 27일 | 찬란한 슬픔          | 빈칸   | 김하림        | 장형일 | 강태기 한혜경 민지환 사미자 반효정 이진숙 안대용 김경하 전성기 홍유진 양형호 김종구 전병옥 손영춘 지계순 박정웅 양영준 박용식 박윤정 강은주 이현실 김경애 신소영 장정희 이현정 유영희 이용진 이승률 김윤영 정유경 |              |      |

#### 1987년
| 회차  | 방송일   | 작품명              | 원작   | 극본          | 연출   | 출연자 | 영상(풀버전) | 비고 |
| ----- | -------- | ------------------- | ------ | ------------- | ------ | --- | ------------ | ---- |
| 242화 | 1월 10일 | 문 밖에서           | 김향숙 | 조소혜        | 박진수 | 임동진 황정아 염복순 김흥기 유가영 김일란 강은주 고정일 이재은 임인희 |              |      |
| 243화 | 1월 17일 | 겨울바다 갈매기     | 빈칸   | 정하연        | 장기오 | 김영애 임혁 유가영 임혁주 최란 이종만 민지환 김해권 기정수 장희진 이한승 봉혜선 김창봉 신원균 전성기 장정희 이상택 임인희                                                                         |              |      |
| 244화 | 1월 24일 | 갈대의 고향         | 빈칸   | 강우성        | 강대하 | 이덕희 유장현 이종만 백수련 최주봉 박현정 한정국 박지원 유순철 장희용 조재훈 연경석 김지영 김경림 박용호 이희춘 김덕근                                                                            |              |      |
| 245화 | 1월 31일 | 산행                | 김용운 | 류청오        | 한정희 | 김규식 안옥희 최명수 김복희 김영식 박용식 강태기 김희진 최용욱 한경선 봉혜선 박현정 조양자 김윤형 한현배 박해상 강덕미 조성희 장순천 김천만 박재주 한정국                                         |              |      |
| 246화 | 2월 7일  | 외촌장 기행         | 김주영 | 박평일        | 이영국 | 이종남 김희라 이성호 고희준 김을동 나정옥 이수연 한명숙 김경애 |              |      |
| 247화 | 2월 14일 | 박서방              | 김영수 | 윤석훈        | 이근용 | 신구 서우림 장용 김진옥 이경표 임병기 김현주 연규진 최길호 전원주 권미혜 지계순 홍영자 박현정 김해권 양영준 최창호 유순철 전병옥 신원균 강덕미 김영배 서상익 고광우 박상연                        |              |      |
| 248화 | 2월 21일 | 광염 소나타         | 김동인 | 김원석        | 김재순 | 태민영 우제영 유동근 임옥경 양영준 김동완 박건식 한현배 김유행 장정희 강덕미 이예자 장기용 최건호 문성재                                                                                          |              |      |
| 249화 | 3월 7일  | 녹색의 계단         | 현재훈 | 이환경        | 엄기백 | 유동근 조민수 이일웅 박윤정 최화정 김성원 김소원 장기용 유병준 양영준 박건식 최용욱 양형호 차기환 김용호 김성룡 이인숙                                                                            |              |      |
| 250화 | 3월 14일 | 아버지의 땅         | 임철우 | 김운경        | 김현준 | 이경영 정복임 박병호 정재순 신구 백수련 김을동 홍영자 장희진 곽정희 박영목 김성환 한현배 전병옥 윤병훈 서영진 신원균 차기환 윤용덕 한태희 유상운 노경숙                                           |              |      |
| 251화 | 3월 21일 | 사랑이 보입니까     | 노수민 | 류청오        | 한정희 | 김창숙 김종결 백윤식 오미희 홍요섭 김선영 고인배 박태민 민지환 최창호 박해상 이수연 정유경 전병옥 이영수                                                                                          |              |      |
| 252화 | 3월 28일 | 비정의 노래         | 이문열 | 박평일        | 이영국 | 윤승원 전인화 윤미라 홍영자 박현정 김기섭 임병기 이수연 김경하 조은덕 최동균 장정희 최석구 한명숙 정유경 유채림 전현 윤재진 김정국 김정일 이재은                                                  |              |      |
| 253화 | 4월 4일  | 밀월여행            | 정진우 | 문상훈        | 김응천 | 금보라 최민수 나기수 강계식 전무송 장정국 곽정희 김혜선 최동균 고광우 권오현 |              |      |
| 254화 | 4월 11일 | 질경이꽃            | 빈칸   | 이홍구        | 김재순 | 임옥경 문창길 권미혜 온영삼 김혜숙 박칠용 김일란 하대경 고아라 한경선 윤병훈 이규현 장정희 이예자 이효정 최건호 김남호 신영선 이선님                                                              |              |      |
| 255화 | 4월 18일 | 밤으로의 긴 여행    | 안장환 | 윤석훈        | 이근용 | 신구 김소원 양재성 김형자 안병경 최란 이영 박경득 김창봉 곽정희 반문섭 한현배 박현정 안광진 신원균 송경희 이민우 이궁희                                                                           |              |      |
| 256화 | 4월 25일 | 눈보라              | 김동인 | 정하연        | 임학송 | 연규진 최란 김인태 여운계 추석양 전숙 김하림 윤덕용 이병철 이수연 김윤형 김종구 김천만 류순철 유명진 김진구 김주명 홍순기 이석 김진국                                                             |              |      |
| 257화 | 5월 2일  | 순금 촛대           | 강난경 | 김순지        | 엄기백 | 김기섭 강수연 장기용 기정수 송재호 김을동 김형자 안영주 백수련 홍영자 김희진 박건식 김순구 김일란 양재성 김미영 서영진 김성룡 이계영 이효정 강은주 윤성국 박상대 양은미 김우준 임수택 이재은      |              |      |
| 258화 | 5월 9일  | 고가                | 백용운 | 박구홍        | 이동희 | 신구 박주아 김진해 이병철 김창봉 양형호 연경석 장희용 박진희 |              |      |
| 259화 | 5월 16일 | 달아 달아 밝은 달아 | 최인훈 | 김원석        | 김재순 | 채시라 박건식 전원주 여운계 최선자 하대경 김동수 박용식 정종준 류대성 최헌철 전병옥 오욱철 김선경 김진경                                                                                          |              |      |
| 260화 | 5월 23일 | 생명 채집           | 강유일 | 서영명        | 김현준 | 금보라 백준기 김세윤 반효정 최란 김진옥 남일우 이한나 조성희 박은선 신원균 최형선 |              |      |
| 261화 | 5월 30일 | 불의 딸             | 한승원 | 류청오        | 한정희 | 김선영 사미자 김성겸 김천만 유동근 김창봉 이종만 윤상호 이수연 안영주 봉혜선 강덕미 장순천 김용태 한현배 박용식 박태민 김상훈 박해상 이규현 최건호                                                |              |      |
| 262화 | 6월 6일  | 여수                | 한말숙 | 조소혜        | 이영국 | 황정아 전광렬 한진희 김흥기 반효정 장희진 홍영자 이정원 고희준 박해상 권혁호 김미영 정수연 윤경애                                                                                                 |              |      |
| 263화 | 6월 13일 | 두 개의 얼굴        | 김용운 | 송재범 이관우 | 이성민 | 이형준 최화정 강덕미 김성원 권미혜 김을동 김기섭 김창봉 안광진 이원종 김소유 장희용 연경석 고희준 이현숙 김재만 윤용덕 김지영 김경림 이경희 장연주 목영미 김창숙                                  |              |      |
| 264화 | 6월 20일 | 산역                | 윤후명 | 윤석훈        | 이근용 | 장용 김일란 양재성 권기선 이종만 안영주 선동혁 윤용덕 강양례 송수정 이영수 한현배 장순국 김영배 고광우 신원균 전성기                                                                              |              |      |
| 265화 | 6월 27일 | 내일의 삽화         | 오영수 | 김운경        | 김현준 | 원석연 백윤식 임병기 윤문식 김동완 서학 송용태 신원균 김영배 차기환 장미자 이문환 윤효영 이수연 유순철 조재훈 장순국 박상대                                                                       |              |      |
| 266화 | 7월 4일  | 창포 필 무렵        | 손소희 | 이진모        | 차성호 | 김수용 예명숙 김성수 여운계 정재순 한명숙 김미옥 김운하 김범기 길달호 김우각 유민 |              |      |
| 267화 | 7월 11일 | 백치의 달           | 윤흥길 | 정일몽        | 박태원 | 백윤식 김진옥 이일웅 김복희 이승호 전숙 김기섭 김윤형 반문섭 심우창 김정태 이화영 이승일 오기환 남성식 김창봉 이주연 조강희 이인희 신유성 김병준 엄기숙 선우인 윤철규                             |              |      |
| 268화 | 7월 18일 | 사랑앓이            | 이홍구 | 이홍구        | 김재순 | 이주경 이종만 김상락 박지훈 조양자 백수련 홍영자 김혜숙 장정희 박건식 김기진 김종진 차기환 황민 이예자 오진수 최건호 신종태 박상구                                                                |              |      |
| 269화 | 7월 25일 | 겨울새              | 김주영 | 이은교        | 이영국 | 이종남 김희라 박용식 남성식 이한수 노영화 박현정 신수강 지계순 하대경 황민 박칠용 이제신 봉혜선 장정희 기정수 한정국 윤성국 최재성 서동역 김지선 이예자 김람호 문성재 원유재                      |              |      |
| 270화 | 8월 1일  | 냄새                | 최일남 | 차범석        | 김수용 | 정용식 전혜성 김병기 김형자 민지환 홍영자 곽경환 전원주 이종만 박정민 황민 이병철 장칠군 김진화 김동삼 이동표 손해경 이경숙 성명순 박서영 박근주 양관모 김영태 김성훈 이국형 유경애 엄선미 이영태 |              |      |
| 271화 | 8월 8일  | 저 은하에 내 별이   | 이병주 | 이국자        | 임학송 | 선우은숙 이순재 김성원 김진해 정동환 백윤식 정재순 박원숙 정상철 임혁주 김길호 허기호 이재희 조선묵 박연은 차두옥                                                                                 |              |      |
| 272화 | 8월 22일 | 가극배우            | 조은강 | 박병우        | 엄기백 | 박건식 하희라 백수련 여운계 장미자 최선자 윤덕용 장용 이정웅 기정수 김순구 최동균 김기복 차기환 조정국 임찬호 이배국 이효정 길춘영 이인숙 장혜숙 한경선 임수택 김철 이우준                        |              |      |
| 273화 | 8월 29일 | 아내의 노란 우산    | 빈칸   | 김운경        | 김현준 | 하미혜 이경표 이일웅 문창길 김진해 정재순 이수연 홍영자 곽정희 박시영 윤효영 윤혜진 박재주 한정국 최우백 윤용덕 안영아 김영배 오진수                                                              |              |      |
| 274화 | 9월 5일  | 점 점 점            | 박진숙 | 박진숙        | 박진수 | 남윤정 최선자 김성녀 김혜숙 박현정 김을동 이한나 유가영 홍영자 강은주 이미경 이제신 임인희 최정화 김남호 정동환                                                                                   |              |      |
| 275화 | 9월 19일 | 솔바람 물결소리     | 남지심 | 남지심        | 김양득 | 하미혜 유영국 이영수 추석양 유명순 김지영 나기수 김소연 손영춘 한명환 김주명 이미송 허기오 김성조 박혜진 박지영 홍만의 김재선 윤연경                                                              |              |      |
| 276화 | 9월 26일 | 운수 좋은 날        | 이문열 | 이홍구        | 김재순 | 김성환 최미선 최길호 이진숙 홍영자 강덕미 박지훈 윤성국 온영삼 김혜숙 이병철 이계영 박건식 김기진 김유행 김종구 김윤형 차양희 이인숙 이예자 한경선 양은미 신종태 박상대                           |              |      |
| 277화 | 10월 3일 | 프랑소와즈 김       | 유홍종 | 조소혜        | 이영국 | 김영철 오미희 박일 서우림 이수연 박해상 이제신 양미경 최재성 황덕재 양재만 홍영미 오진수 조연원 최진희 정종훈 김민철                                                                              |              |      |

### 드라마 초대석

#### 1987년
| 회차 | 방송일    | 작품명         | 원작   | 극본   | 연출   | 출연자 | 영상(풀버전) | 비고 |
| ---- | --------- | -------------- | ------ | ------ | ------ | --- | ------------ | ---- |
| 1화  | 10월 17일 | 해산 바가지    | 박완서 | 이국자 | 임학송 | |              |      |
| 2화  | 10월 24일 | 목마 위의 여자 | 김주영 |        | 심현우 | |              |      |
| 3화  | 10월 31일 | 인간의 계곡    | 김준일 | 김준일 | 김현준 | 권기선 전광렬 김순천 김천만 |              |      |
| 4화  | 11월 7일  | 가을비         | 서정인 | 김운경 | 엄기백 | |              |      |
| 5화  | 11월 14일 | 폭염           | 천승제 | 이진모 | 차성호 | 안병경 박일 장항선 |              |      |
| 6화  | 11월 21일 | 연극           | 유재용 | 홍종원 | 이형표 | 윤미선 유동근 손해경 김희진 김성원 정재순 김하림 유순철 박경득 한현배 이예성 임정길 이하림 강규영 유화춘 오희찬 전숙 홍영자 김정수 최지나          |              |      |
| 7화  | 11월 28일 | 황혼           | 이환경 | 이환경 | 이동희 | |              |      |
| 8화  | 12월 5일  | 숨은 손가락    | 이청준 | 박구홍 | 임학송 | |              |      |
| 9화  | 12월 19일 | 둘째 사위      | 최일남 | 김금주 | 조문진 | |              |      |
| 10화 | 12월 26일 | 아버지의 강    | 안장환 | 박찬호 | 심현우 | 박칠용 김지영 민지환 김교순 이치우 장항선 곽정희 유병준 송희남 이정훈 이두섭 김주명 양재만 연현철 김경림 윤인숙 임태성 노영일 박주현 정태우 전은미 |              |      |

#### 1988년
| 회차 | 방송일   | 작품명                 | 원작   | 극본   | 연출   | 출연자 | 영상(풀버전) | 비고 |
| ---- | -------- | ---------------------- | ------ | ------ | ------ | --- | ------------ | ---- |
| 11화 | 1월 9일  | 원무                   | 서정인 | 박종길 | 이응진 | 윤미선 김주승 강영아 황건일 양미경 길용우 박병호 이한수 장정희 박시영 최정실 서동영 김덕수 이영재 |              |      |
| 12화 | 1월 16일 | 줄                     | 이청준 |        | 박태원 | |              |      |
| 13화 | 1월 23일 | 기다리는 빛            | 최기인 |        | 정지영 | |              |      |
| 14화 | 1월 30일 | 바드레                 | 김용성 | 박병우 | 김기덕 | |              |      |
| 15화 | 2월 6일  | 찻집 여자              | 양귀자 |        | 정회철 | |              |      |
| 16화 | 2월 13일 | 매                     | 김문수 |        | 박진수 | |              |      |
| 17화 | 2월 20일 | 우리들 뜨거운 노래     | 박범신 | 이희우 | 박태원 | |              |      |
| 18화 | 2월 27일 | 강설                   | 이제하 |        | 차성호 | |              |      |
| 19화 | 3월 19일 | 매우 잘 생긴 우산 한개 | 윤흥길 |        | 김문옥 | |              |      |
| 20화 | 3월 26일 | 내탓이로소이다         | 손창섭 | 임경택 | 김송원 | 김미숙 정동환 김수용 임수택 정명현 전무송 백찬기 김윤형 양재성 김동수 황민 심우창 봉혜선 남궁숙이 최형주 |              |      |
| 21화 | 4월 2일  | 열두발자국             | 이상문 | 윤석훈 | 김양득 | |              |      |
| 22화 | 4월 9일  | 아름다운 비밀          |        | 이희우 | 박태원 | |              |      |
| 23화 | 4월 16일 | 시인과 촌장            | 서영은 | 조소혜 | 이종한 | 양동근 황건일 김영인 백수련 이치우 정영진 현호진 장미자 홍영자 오기환 지계순 박용식 유순철 고희준 반석진 이필수 이한수 강덕미 이인숙 이한위 류대성 서동영 정관섭 나경선 김지수 임인숙 임인희 김유진 한승헌 김윤균 김태준 박근용 |              |      |
| 24화 | 4월 23일 | 슈퍼스타를 위하여      | 김창동 |        | 이응진 | 오욱철 김순철 김혜란 |              |      |

### 논픽션 드라마

#### 1988년
| 회차 | 방송일    | 작품명              | 극본   | 연출   | 출연자 | 영상(풀버전) | 비고 |
| ---- | --------- | ------------------- | ------ | ------ | --- | ------------ | ---- |
| 1화  | 5월 7일   | 가족사진            | 김혜정 | 김종식 | 정효진 서영진 윤성국 신성문 최건호 박용준 이현애 정태우 이지숙 정석원 남연애 이선혜 |              |      |
| 2화  | 5월 14일  | 젖소엄마            | 곽인행 | 류시형 | 조양자 임병기 우상민 윤초희 지계순 최재성 이계영 이용진 장정희 김은희 김옥미 조현철 임태성 |              |      |
| 3화  | 5월 21일  | 장날                | 서영명 | 이현석 | 박채규 양현자 박소라 안병경 곽정희 박현정 최헌철 장순천 봉혜선 박정순 이한나 이필수 박충헌 신택기 권일수 김백수 최용욱 이근 박순천                                                                                |              |      |
| 4화  | 5월 28일  | 코뿔소 만세         | 정성주 | 박광호 | 김경식 이연순 김바울 방기옥 허길자 정진강 김은미 김성호 이선미 김미경 이광기 장순옥 김상훈 유순철 오기환 |              |      |
| 5화  | 6월 4일   | 스물다섯살의 자서전 | 이은교 | 오동석 | 김용호 이주실 이동주 박광진 남주희 이승주 이한위 황민 박현정 유민석 반석진 오기환 조재훈 장순국 김영배 이항수 이영수 안동석 문홍식                                                                                |              |      |
| 6화  | 6월 11일  | 신혼여행에서 생긴일 | 이유정 | 장기오 | 홍영자 김영철 정복임 이문환 노영화 안병경 김기섭 김창봉 박충헌 양형호 장희진 최석구 정효진 |              |      |
| 7화  | 6월 18일  | 대한민국 김관식     | 김경인 | 이녹영 | 김옥만 조은덕 이한승 윤관용 박종설 황건일 최명수 김봉근 최용욱 전병옥 박영목 이원종 이두섭 이계영 서상익 이동주 김영선 조재훈 신원균 최재흠 차기환 이동진 이제신 이제복 김종선 원종철                             |              |      |
| 8화  | 7월 2일   | 녹두와 술래잡기     | 김문음 | 박광호 | 전병옥 우희진 허길자 최명수 안영주 박규식 장희진 장미자 윤덕용 반석진 이의일 최인권 최학락 |              |      |
| 9화  | 7월 9일   | 굴레                | 김혜정 | 김종식 | 서영진 이주실 서상익 맹호림 박영목 김순구 반문섭 차양희 송희남 조재훈 권성덕 이동주 윤덕용 박상규 이대로 박인환 김동완 이원종 권오현 신성문 이필수 김종구 문시운 유순철 김창봉 공경구 고광우 윤성국 최용욱 최경호 |              |      |
| 10화 | 7월 23일  | 장미빛 인생         | 서영명 | 이현석 | 김기섭 정영숙 이광기 전화석 최명수 박영목 장미자 박인환 윤초희 권미혜 박현정 곽정희 박해상 이필수 안명환 정강훈 김장호 송인배 조준환                                                                              |              |      |
| 11화 | 7월 30일  | 도시의 별들         | 이관우 | 이녹영 | 곽경환 이형권 반문섭 김옥만 김을동 강영아 박칠용 유병준 유관용 고광우 하대경 김종구 오기환 김영선 최용욱 이동진 김효선 최건호 김부영                                                                              |              |      |
| 12화 | 8월 6일   | 귀천                | 이관우 | 백호빈 | 정진 안옥희 남일우 김소원 김수일 최주봉 신종섭 이석근 이상택 이가연 천상병 문순옥 |              |      |
| 13화 | 8월 13일  | 산 그늘             | 김금주 | 이상우 | 전무송 하미혜 김소원 윤덕용 김순구 유승봉 반석진 윤성국 봉혜선 윤초희 박현정 박지훈 고희준 하태석 이계영 신원균 조철남 이한위 류대성 전유진 양세윤                                                                |              |      |
| 14화 | 8월 20일  | 코리안 마마         | 장춘태 | 이민홍 | 태민영 박재주 이명호 강필국 박운선 권미혜 허기호 박현정 봉혜선 최정훈 지계순 장희진 김진해 한진주 염선용 노재희 박준 김대비                                                                                       |              |      |
| 15화 | 8월 27일  | 스스로 갇힌 방      | 김혜정 | 김종식 | 차유경 변성현 백윤식 여민구 김복희 이주실 정효진 박영목 송희남 신수강 윤성국 유순철 최상일 |              |      |
| 16화 | 10월 8일  | 빼앗긴 여름         | 박수복 | 이현석 | 김소원 김인문 정영숙 허진 최명수 여운계 이영 이종만 장미자 홍영자 박현정 곽정희 김명곤 정효진 김천만 이정원 이필수 박충헌                                                                                         |              |      |
| 17화 | 10월 15일 | 꺼지지 않는 빛      | 주은희 | 이녹영 | 신구 황건일 신수강 이화영 안동열 조양자 최용욱 김영선 윤관용 김효선 박현정 이한위 신원균 권오균 장하예라 이승민                                                                                                   |              |      |
| 18화 | 10월 22일 | 상아탑의 빈 의자    | 오정인 | 박광호 | 홍요섭 김희진 백수련 이병철 박용식 박칠용 이수연 한태희 강민주 이한나 |              |      |
| 19화 | 10월 29일 | 나는 살고 싶다      | 김항명 | 백호빈 | 주희 나한일 이기홍 차철순 박영목 안해숙 김상락 박건식 이수연 서상익 양재성 이한위 신원균 |              |      |
| 20화 | 11월 5일  | 님이 오시는지       | 서영명 | 이상우 | 강태기 김수연 최명수 여운계 이신재 김봉근 송석호 선동혁 이정원 이한나 이제신 윤혜진 한진주 임성원 |              |      |
| 21화 | 11월 12일 | 두사형수            | 이홍구 | 이민홍 | 서영진 문창길 정서임 강영아 장용 박웅 서우림 홍영미 이정웅 이치우 박경득 신성문 정해창 양영준 양재성 문오장 안영주 황소영 윤상미 이용진 이정욱 윤성윤 강효정                                                      |              |      |
| 22화 | 11월 26일 | 송면이의 서울행     | 김혜정 | 김종식 | 안승훈 박홍규 백수련 김동완 박영목 노영화 이한위 이현정 신성문 한경선 윤덕용 맹호림 박칠용 송희남 윤성국 이필수 유승봉 김창봉 한현배 최현기 최용팔 이준희 우봉식 손민석 박석호 전현우 김상환                      |              |      |
| 23화 | 12월 3일  | 춤추는 땅           | 오정인 | 박광호 | 안해숙 백윤식 박영목 김효원 이한나 봉혜선 김윤형 신원균 맹호림 이원종 김을동 박현정 유병준 김종구 이병철 방숙례 장정희 이형진 조정국 류대성 안동석 김동수 안연홍                                                  |              |      |
| 24화 | 12월 10일 | 아빠와 선생님       | 서영명 | 이현석 | 변성현 박인환 최화정 김기섭 문창길 이일웅 김형자 김동완 봉혜선 임성원 장순천 장칠군 박은선 김명곤 천수현 최건호 이필수 김상용 김은미                                                                              |              |      |
| 25화 | 12월 17일 | 젬마의 겨울         | 배명숙 | 이녹영 | 김성근 박칠용 서우림 김을동 박영목 문미봉 양영준 박현정 정효진 박웅 김효선 노현용 |              |      |

#### 1989년
| 회차 | 방송일   | 작품명            | 극본          | 연출   | 출연자 | 영상(풀버전) | 비고 |
| ---- | -------- | ----------------- | ------------- | ------ | --- | ------------ | ---- |
| 26화 | 1월 7일  | 멜라콩을 아시나요 | 김재현        | 윤흥식 | 박건식 연운경 정효진 김을동 박현정 박용식 유종근 백찬기 양영준 박칠용 고희준 김상훈 이병철 이원설 윤덕용 홍영자 권경하 최용팔 안동석 장민성 백주옥                                                  |              |      |
| 27화 | 1월 14일 | 다시 태어나는 강  | 조한주        | 이상우 | 김기섭 이진숙 조양자 박웅 김봉근 김해권 하대경 이영 안동열 서상익 곽정희 고희준 윤성국 김명곤 조정국 장정희 류대성 이현실 정소미                                                                    |              |      |
| 28화 | 1월 21일 | 떠있는 섬         | 윤용옥        | 이민홍 | 전광렬 김진해 홍영미 유병한 곽정희 반문섭 박태민 유순철 김상락 박시영 황소영 김을동 기정수 장칠군 이용진 이현두 박경득 김영선 김순구 임병기 이한위 이정욱 김상용 윤성윤                             |              |      |
| 29화 | 1월 28일 | 도시의 등불       | 공문혜 김혜정 | 김종식 | 강태기 정효진 최헌철 권오현 최상일 유순철 이한위 김덕수 황소영 이필수 한봉구 조상현 안광진 한현배 정동남 신성문 송희남 이현정 윤성국 임영식 이용진 김범기                                           |              |      |
| 30화 | 2월 11일 | 아빠의 신호등     | 오정인        | 박광호 | 이병철 김일란 이의일 원석연 최화정 한진주 송해 고희준 최상일 황민 김창봉 윤성국 신원균 류대성 윤유선 홍영미 이형진 장정희 조정국 안동석 홍순석 정주현 김상용 김동수 육동일 이진원 김은정            |              |      |
| 31화 | 2월 18일 | 당신의 에덴       | 서영명        | 이현석 | 권기선 김영철 김봉근 서상익 양재성 남윤정 박현정 곽정희 정효진 이필수 최석구 |              |      |
| 32화 | 2월 25일 | 오욕의 덫         | 배명숙        | 이녹영 | 연운경 박영목 최명수 안영주 안해숙 전원주 박용식 유종근 이두섭 황건일 김성룡 최용욱 김효선 김상훈 이수연 유병준 남성식 조재훈 안광진 기정수 강영아 예명숙 윤유선 최정실 이주원 이궁희               |              |      |
| 33화 | 3월 4일  | 서러운 땅         | 김상수        | 윤흥식 | 정재진 윤성옥 맹호림 이한승 남윤정 송종원 이호재 박해상 문미봉 유병준 변성현 장은주 김재진 김소정                                                                                                   |              |      |
| 34화 | 3월 11일 | 술래잡기          | 김준일        | 이상우 | 양재성 고희준 임병기 최석구 이경영 사미자 송석호 차양희 김을동 이병철 김봉근 박현정 조은덕 이한나 이제신 김종구 안광진 한정국 조재훈 정소미 류대성 홍영미 김성용 이광기 유태술 안동석 이진원 김영지 |              |      |
| 35화 | 4월 1일  | 위기의 계절       | 오정인        | 박광호 | 민욱 김창숙 백윤식 박칠용 윤덕용 김상락 이일웅 장칠군 공경구 이형진 이한위 홍영미 이광기 안연홍 |              |      |
| 36화 | 4월 8일  | 철수의 꿈         | 전영돈        | 이민홍 | 변성현 장하예라 김상진 유영휘 강민경 최정현 김인문 이진숙 하대경 장희진 김종구 전원주 김상락 김영순 박용식 박경득 김병기 윤성국 장미자 유순철 수와진 이정욱                                         |              |      |
| 37화 | 4월 15일 | 봄을 위한 삼중주  | 김혜정        | 김종식 | 반효정 조명남 이주실 이호성 신성문 김성용 정상권 이응준 장동일 박홍규 이은재 김석태 |              |      |
| 38화 | 4월 22일 | 4%의 악마         | 김재현        | 윤흥식 | 주호성 연운경 김인태 김성겸 안병경 서영진 여운계 김성근 이원발 오기환 김기수 |              |      |
| 39화 | 4월 29일 | 황혼일기          | 김재현        | 이현석 | 홍성민 이일웅 김소원 이치우 민욱 권기선 김동완 곽정희 이필수 김영지 |              |      |
| 40화 | 5월 6일  | 운동화 한켤레     | 양근승        | 이상우 | 김성겸 윤재미 장덕수 이대로 안해숙 남성식 이한나 이현두 홍영자 문미봉 유원호 곽정희 정동훈 특별출연 : 박삼중 스님                                                                                   |              |      |
| 41화 | 5월 27일 | 한자루 촛불로     | 박성조 방귀희 | 백호빈 | 김성근 강태기 고광우 이주실 김봉근 박영목 맹호림 임병기 심영민 염선용 이영재 신용규 장민성 이종호 김은옥 유은진                                                                                     |              |      |
| 42화 | 6월 3일  | 나의 아버지       | 배명숙        | 이민홍 | 여무영 이유빈 신양희 노경준 박경득 정운용 맹호림 박현정 곽정희 방숙례 양영준 이정욱 남성식 이한위 김민아 김기수 안남 이하석 이명화 KEVIN DOANE DALKE 신택기 신종표 홍종식                           |              |      |
| 43화 | 8월 3일  | 잃어버린 꿈       | 주은희        | 김종식 | 조명현 안승훈 이광기 안정훈 오정석 장기용 이한위 남일우 권미혜 박영목 장희진 김기복 한현배 한정국 조은덕 이수진                                                                                     |              |      |

### TV 문예극장

#### 1991년
| 회차 | 방송일    | 작품명       | 원작   | 극본   | 연출   | 출연자 | 영상(풀버전) | 비고 |
| ---- | --------- | ------------ | ------ | ------ | ------ | --- | ------------ | ---- |
| 1화  | 6월 16일  | 만취당기     | 김문수 | 김혜수 | 장기오 | 임동진 장민호 신구 송승환 안해숙 남윤정 기정수 김희진 양영준 박경득 이대로 안병경 박해상 선동혁 이원종 하대경 조재훈 임병기 유순철 이한승 이두섭 장정희 김지예 정재은 이진수 김대환 서주희 김규민 이진원 조통달 |              |      |
| 2화  | 7월 14일  | 벽           | 이병주 | 이홍구 | 윤흥식 | 이미연 이재룡 박진성 전운 김용건 정재순 김영식 김시원 백찬기 이원발 이은실 전은진 |              |      |
| 3화  | 8월 11일  | 유년의 뜰    | 오정희 | 김혜수 | 이현석 | 강효정 박선영 강승우 문혁 김영옥 김청 백윤식 이일웅 전원주 장미자 박인환 윤여정 김기일 김기섭 김하림 박규식 이원종 곽정희 이병철 봉혜선 백찬기 박현정 이효정 정복임 정효진 송미령 최건호 박은주 홍승옥 김성녀   |              |      |
| 4화  | 9월 8일   | 검은 양복    | 채희문 | 문영남 | 김충길 | 변영훈 문미봉 정운용 이주경 최명수 김순철 김보미 정재순 윤병훈 장희진 최란 조양자 양형호 김윤형 송희남 임병기 방숙례 김민옥 윤관용 권오균 김형일 최재성 조정국 정형기                                           |              |      |
| 5화  | 10월 13일 | 저 깊푸른 강 | 김영현 | 이환경 | 김재현 | 박진성 김갑수 김진해 김인문 하미혜 장희진 이문환 김기복 김영기 김희진 곽정희 이현실 서상익 유순철 김대환 이원종 이영수 박시영 서창호 김영식 윤성국 최용욱 안동석 정진강 박영희 문혁 김선명                      |              |      |
| 6화  | 11월 10일 | 불항아리     | 이청준 | 이환경 | 이녹영 | 신구 윤승원 권기선 민지환 김봉근 김해권 기정수 맹호림 박해상 곽정희 최용욱 신원균 차기환 |              |      |

#### 1992년
| 회차 | 방송일    | 작품명                  | 원작         | 극본          | 연출   | 출연자 | 영상(풀버전) | 비고 |
| ---- | --------- | ----------------------- | ------------ | ------------- | ------ | --- | ------------ | ---- |
| 7화  | 1월 12일  | 밤주막                  | 고은         | 유우제 김홍종 | 김홍종 | 김봉근 정진 김영옥 홍성민 이미경 장인환 박건식 안병경 서상익 전원주 이원종 박정웅 김시원 김영식 김동완 유병준 유순철 김유행 김일란 문창길 한현배 최용욱 임영식 김종구 김상용 이인영 박상만 오기환 차양희 손영춘 서창호                                                                         |              |      |
| 8화  | 2월 9일   | 황색시인                | 추식(추성춘) | 윤혁민        | 이유황 | 안대용 이신재 김선영 박주아 김봉근 장희진 유명순 김소유 조재훈 유순철 박현순 장미자 김덕현 윤성국 이한승 선동혁 임성원 이한수 박정웅 신수강 김대환 김윤형 박승규 임영식 정주현 김하림 장칠군 박시영 이경실 양형호 김상용                                                                       |              |      |
| 9화  | 3월 8일   | 인형 만들기             | 최인석       | 송원탁        | 이현석 | 조민수 이호재 심양홍 김용건 김청 홍성민 김기섭 유동근 최선자 전원주 김지영 봉혜선 이원종 이병철 이춘식 이운우 김성찬 장기용 이항수 문풍지 정효진 이필수 유태술 문홍식 최건호 손호균 김하균 유루나 김정연 오수민 손현주 권병준 김덕현 노현희 황선정 박현 이기철 배도환 이종길 서미애            |              |      |
| 10화 | 4월 9일   | 샤갈의 마을에 내리는 눈 | 박상우       | 유하          | 김충길 | 선우재덕 이주경 김명신 박삼순 우수진 허진 김현아 김원미 박은영 정욱 김청 |              |      |
| 11화 | 5월 14일  | 집 내 집 뿐이리         | 최인석       | 최경식        | 김재현 | 김기섭 안옥희 김진해 문미봉 서재진 차효림 신수강 오수민 이종익 김영희 박종관 안병경 이원종 김인문 양택조 반석진 박건식 노영국 이한승 추석양 양형호 김영식 김동완 조은덕 장정희 서상익 이두섭 박상규 김대환 최석구 구한승 오성열 안효진 민병국 최용욱 최용팔 최건호                             |              |      |
| 12화 | 6월 11일  | 바디소리                | 이원규       | 최경식        | 이녹영 | 김봉근 변희봉 김지영 장학수 연운경 이문환 김희진 이원종 양재성 조재훈 최용욱 곽정희 이두섭 황건일 김대환 양은미 김성희 배도환 이규준 김남일 마두봉 |              |      |
| 13화 | 6월 25일  | 시간과 눈물             | 이원하       | 박병우        | 홍성덕 | 김영철 한혜숙 김병기 사미자 하미혜 이원종 김일란 고정일 김시원 문창길 송종원 신수강 하대경 박건식 이한승 유순철 기정수 박현정 황민 이윤정 김옥만 정상철 |              |      |
| 14화 | 7월 22일  | 소년의 거리             |              | 최인석        | 김홍종 | 홍성민 허석 이주경 강철민 민욱 조용태 서상익 김시원 박건식 최석호 이경영 김영식 정재순 최동균 방숙례 김동완 노현희 이경실 최용욱 장행섭 박상만 김덕현 이항수 김상용 최건호 이종길 김준모 정동남 오성렬 이기철 한연수 권병준 양재원 박인서 김성희 윤영아 전경희 윤아 박삼순                     |              |      |
| 취소 | 8월 27일  | 미개인                  | 최인호       | 문영남        | 김충길 | 문성근 윤병훈 양형호 안효진 이신재 박주아 정해창 최명수 곽정희 유명순 박현정 김윤형 김종구 유병준 윤관용 조준형 이한위 최건호 배도환 손호균 함석훈 김덕현 손현주 유복녀 이경실 강영하 서미애 김마리 김남일 박선영 황정규 길나나 김상은 이승현 이동현 유지연 최규영 서지미 이수근 박우진 장부일 |              |      |
| 15화 | 9월 24일  | 월광                    | 오유권       | 최경식        | 김재현 | 변희봉 권재희 서영진 김성현 서원미 안대용 정종준 이한승 윤성국 문미봉 안효진 박정웅 장희진 양형호 조재훈 이두섭 김영식 이한위 김대환 오수민 김나라 김성희 윤아 |              |      |
| 16화 | 10월 29일 | 사람                    | 홍성화       | 김항명        | 문영진 | 임동진 민욱 정재순 박정수 김상아 이혜진 양영준 이두섭 유종근 박해상 기정수 박정웅 박승규 임영식 윤용덕 김하균 이기철 함석훈 박인서 |              |      |
| 17화 | 12월 16일 | 풍금이 있던 자리        | 신경숙       | 송원탁        | 이현석 | 하유미 김영철 전무송 김청 김정하 김인문 사미자 전원주 봉혜선 장미자 이종남 정미숙 이필수 최건호 심정완 이수근 김정환 박지애 |              |      |

### 신 TV 문학관

#### 1996년
| 회차 | 방송일    | 작품명                 | 원작          | 극본   | 연출                      | 출연자 | 영상(풀버전) | 비고 |
| ---- | --------- | ---------------------- | ------------- | ------ | ------------------------- | --- | ------------ | ---- |
| 1화  | 5월 12일  | 길위의 날들            | 오정희 외 3명 | 김옥영 | 윤대작(기획) 김홍종(연출) | 김영기 정애란 심성보 서갑숙 남영진 장미자 장정희 권현정 김기복 정호근 박윤정 김영식 박용팔 추석양 김종구 한현배 유순철 양형호 최동균 오기환 손영춘 김진오 김하균 김성수 윤진호 김성희 이경실 이의선 최상길 조정국 김재겸 오재현 배도환 박인서 유정현 이우석 허맹호 |              |      |
| 2화  | 9월 8일   | 슈퍼마켓에서 길을 잃다 | 이남희        | 김혜정 | 윤대작(기획) 전산(연출)   | 최명길 이혜은 안정훈 김보미 한상미 노영국 박칠용 한범희 이영재 김원배 김태형 이은주 진윤희 정유진 윤정빈 유지연 윤지숙 강경헌 김여랑 배재성 정옥주 박수옥 문지현 한태심                                                                                            |              |      |
| 3화  | 10월 26일 | 천지간                 | 윤대녕        | 이화자 | 윤대작(기획) 박진수(연출) | 김상중 심은하 서우림 김영식 박종관 주운숙 최문선 김성희 김주호 김애란 유성준 박영희 이윤희 송미령 정현희 박주미 고정숙 김기자 이기열 김영호 |              |      |

#### 1997년
| 회차 | 방송일  | 작품명              | 원작   | 극본   | 연출                      | 출연자 | 영상(풀버전) | 비고 |
| ---- | ------- | ------------------- | ------ | ------ | ------------------------- | --- | ------------ | ---- |
| 4화  | 3월 9일 | 아들과 함께 걷는 길 | 이순원 | 홍영희 | 윤흥식(기획) 윤석호(연출) | 김영철 임동진 김윤경 조은숙 김정우 이주경 황범식 김경응 민욱 이정웅 김영식 김미경 서미애 이원희 김성실 오현철 김성민 주세환 이범준 최지혜 안현희 |              |      |

#### 1998년
| 회차 | 방송일  | 작품명           | 원작                 | 극본   | 연출                      | 출연자 | 영상(풀버전) | 비고 |
| ---- | ------- | ---------------- | -------------------- | ------ | ------------------------- | --- | ------------ | ---- |
| 5화  | 3월 1일 | 나는 집으로 간다 | 김용택 송기숙 송기원 | 오은희 | 윤흥식(기획) 김충길(연출) | 김명곤 이신재 박승태 김재건 기정수 이미경 박종관 장인한 문미봉 박영지 박용팔 남윤정 권우영 김규 황범식 정원중 김윤형 최헌철 양형호 장세래 한성진 주세환 이근우 노민우 김성민 윤영아 |              |      |

### TV 문학관 (2기)

#### 1999년
| 회차 | 방송일    | 작품명                  | 원작   | 극본   | 연출                      | 출연자 | 영상(풀버전) | 비고 |
| ---- | --------- | ----------------------- | ------ | ------ | ------------------------- | --- | ------------ | ---- |
| 1화  | 5월 30일  | 새                      | 오정희 | 박남준 | 엄기백(기획) 장형일(연출) | 장수혜 류종원 방은희 정동환 김지영 정종준 김규철 권재희 연운경 김보미 이일웅 박주아 배미자 장희진 김영기 양형호 김성수 김옥미 정의갑 임영식 조재훈 최건호 유금란 윤미향 |              |      |
| 2화  | 6월 27일  | 폭군                    | 홍성원 | 손영목 | 엄기백(기획) 이녹영(연출) | 김성겸 임혁 전현 전미선 박종관 박종설 김경애 진운성 |              |      |
| 3화  | 9월 26일  | 아우와의 만남           | 이문열 | 이란   | 엄기백(기획) 장기오(연출) | 김흥기 이희도 장민호 여운계 황범식 김하균 정승호 김명국 윤다훈 김민희 이배국 권재희 허맹호 김은수 박정학 이동수                                                         |              |      |
| 4화  | 10월 24일 | 그가 걸음을 멈추었을 때 | 이순원 | 박남준 | 엄기백(기획) 김충길(연출) | 김규철 방은진 김진해 황범식 안해숙 최상훈 김일란 허현호 김영식 김윤형 한근욱 박승태 김은수 홍춘표 김진국 최호중 최종도 주용진 주요한                                    |              |      |

#### 2000년
| 회차 | 방송일    | 작품명                | 원작   | 극본   | 연출                      | 출연자 | 영상(풀버전) | 비고 |
| ---- | --------- | --------------------- | ------ | ------ | ------------------------- | --- | ------------ | ---- |
| 5화  | 3월 5일   | 길은 그리움을 부른다  | 이균영 | 이란   | 엄기백(기획) 장기오(연출) | 박진성 김혜리 명세빈 송채환 이한위 김동주 김보미 기태영 손종범 김경응 오지영                                                                                                   |              |      |
| 6화  | 10월 25일 | 그 곳에 바람이 있었네 | 강석경 | 김병수 | 엄기백(기획) 장기오(연출) | 박지일 정애리 이대로 김준모 김지영 반효정 김동주 홍영자 현숙희 김태영 |              |      |
| 7화  | 12월 27일 | 다리가 있는 풍경      | 전경린 | 박언희 | 엄기백(기획) 이민홍(연출) | 이휘향 하재영 지수원 도지원 허현호 김지영 남현주 황미선 이원종 이향진 정해정 김우택 조은덕 엄기주 이주석 염태준 맹봉학 김명중 하덕성 김홍수 최진홍 김옥미 김가영 주슬기 김연준 |              |      |

#### 2001년
| 회차 | 방송일   | 작품명 | 원작   | 극본   | 연출                      | 출연자                                                                                                   | 영상(풀버전) | 비고 |
| ---- | -------- | ------ | ------ | ------ | ------------------------- | --- | ------------ | ---- |
| 8화  | 3월 21일 | 홍어   | 김주영 | 김병수 | 엄기백(기획) 장기오(연출) | 김해숙 임동진 김수동 정종준 박지일 이광기 노영화 김경응 양형호 오욱철 김보미 김예령 정다빈 깅선영 허정규 |              |      |

#### 2002년
| 회차 | 방송일  | 작품명 | 원작   | 극본   | 연출                      | 출연자 | 영상(풀버전) | 비고 |
| ---- | ------- | ------ | ------ | ------ | ------------------------- | --- | ------------ | ---- |
| 9화  | 3월 3일 | 19세   | 이순원 | 조정선 | 김종식(기획) 홍성덕(연출) | 안재홍 박진용 고동현 이기호 정동환 김해숙 연규진 이자영 박진형 김영인 양영준 강만희 이상민 황범식 김대환 강수영 구본영 김애란 | ·            |      |

#### 2003년
| 회차 | 방송일    | 작품명                            | 원작   | 극본   | 연출                      | 출연자 | 영상(풀버전) | 비고 |
| ---- | --------- | --------------------------------- | ------ | ------ | ------------------------- | --- | ------------ | ---- |
| 10화 | 3월 2일   | 향기로운 우물이야기               | 박범신 | 유현미 | 김종식(기획) 이민홍(연출) | 박동빈 양은용 오대규 이일화 권성덕 노정아 양원경 소다진 정태원 염태준 조효경 정하나 김수정 허정규 이계영 김진국 허현호 주호성 이기홍 조은덕 명로진 이용진 최상길 이지환 김영옥 한정수 장준영 김태훈 최민수 박은빈 김민구 한상현 |              |      |
| 11화 | 5월 11일  | 누구에게나 마음속의 강물은 흐른다 | 공지영 | 김병수 | 김종식(기획) 장기오(연출) | 전무송 김윤경 이일화 송재호 여현수 김갑수 임혁주 김경응 양영준 이배국 이기철 김희윤 조병기 김동석 김태영 김홍수 이정성 박정우 김진국 원유미 김수연                                                                              |              |      |
| 12화 | 12월 28일 | 곰팡이꽃                          | 하성란 | 김혜정 | 김종식(기획) 김형일(연출) | 남궁민 박현숙 이얼 이두일 |              |      |

### HD TV 문학관

#### 2005년
| 회차 | 방송일    | 작품명                       | 원작   | 극본          | 연출                      | 출연자 | 영상(풀버전) | 비고 |
| ---- | --------- | ---------------------------- | ------ | ------------- | ------------------------- | --- | ------------ | ---- |
| 1화  | 5월 8일   | 소나기                       | 황순원 | 염일호        | 김종식(기획) 고영탁(연출) | 이재응 이세영 신구 박철호 박순천 안병경 신신애 이혜숙 김하균 김가영 이동호 |              |      |
| 2화  | 5월 15일  | 내가 살았던 집               | 은희경 | 김준          | 김종식(기획) 이윤기(연출) | 배종옥 장현성 손숙 김혜옥 오지혜 김희정 김중기 서동원 박현정 유형관 권성연 조선주 김하연 황윤령 류기란 김민채 이철수 정제우 김경록 손유경 공재원 이정성 위서현 김보민 양길영 권승구 이형길                                                                              |              |      |
| 3화  | 5월 22일  | 역마                         | 김동리 | 홍윤정 동희선 | 김종식(기획) 이영국(연출) | 정애리 이지훈 최자혜 이순재 선우용녀 신충식 서권순 곽정희 함석훈 이두섭 이기홍 이계영 김태형 최상길 선은정 윤영 이상현 이정길 이윤민 강산 김수빈 |              |      |
| 4화  | 5월 29일  | 외등                         | 박범신 | 류갑열        | 김종식(기획) 최지영(연출) | 기태영 홍수현 정소영 서영희 김동주 박형재 안석환 정상훈 정영숙 임성언 이효정 김태영 서예진 이승채 김희윤 송성희 박정상 강신조 김홍석 이우석 이성호 이상숙 장서영 김광인 차기환 전해룡 이현직                                                                            |              |      |
| 5화  | 12월 22일 | 누가 커트 코베인을 죽였는가? | 김경욱 | 류갑열        | 김종식(기획) 최지영(연출) | 김민주 최철호 장현성 엄수정 윤지숙 정은표 이달형 장태성 박영지 김명국 기정수 이배국 이근엽 이상이 정재곤 호산 남민정 서윤제 최성웅 박통일 고진명 김태영 김도자 송민지 김호성 허선행 김해곤 최정인 김동철 김대길 김선은 김기민 신나나 강수정 백재민 김윤선 이상협 황의경 |              |      |
| 6화  | 12월 23일 | 서러워라 잊혀진다는 것은     | 김탁환 | 김이현        | 김종식(기획) 김충길(연출) | 박지일 이재은 안홍진 임유진 허현호 손준영 선동혁 안병경 이대로 박철호 손영춘 박승태 최지해 기정수 김윤형 이원종 박종설 이국호 최동균 강민석 이우석 이근우 백소미 |              |      |
| 7화  | 12월 24일 | 새야 새야                    | 신경숙 | 이은상        | 김종식(기획) 고영탁(연출) | 정찬 진구 반민정 이연수 박인환 연운경 최은숙 이미선 최낙희 주민수 박건태 |              |      |
| 8화  | 12월 25일 | 메밀꽃 필 무렵               | 이효석 | 홍윤정 동희선 | 김종식(기획) 이영국(연출) | 안대용 김규철 유승봉 이미지 반효정 고은미 이지훈 신태훈 이계영 이두섭 신원균 유태술 손종범 강민석 맹호림 한진주 문회원 이제신 손영춘 권성현 박형준 금준희 한춘길 류복녀 이미숙 조병곤 김홍수 황상수                                                                     |              |      |

#### 2006년
| 회차 | 방송일   | 작품명                 | 원작   | 극본          | 연출                      | 출연자 | 영상(풀버전) | 비고 |
| ---- | -------- | ---------------------- | ------ | ------------- | ------------------------- | --- | ------------ | ---- |
| 9화  | 3월 4일  | 깃발                   | 하성란 | 황다은        | 김종식(기획) 김철규(연출) | 김홍표 오윤아 김승민 조재완 조성하 권혁호 김예령 표철환 이정호 김상원 주진모 초지혜 백영환 김효진 최성웅 김대성 한춘일 조은애 |              |      |
| 10화 | 3월 5일  | 노래여! 마지막 노래여! | 유익서 | 김병수        | 김종식(기획) 장기오(연출) | 주성환 윤지숙 이대로 배도환 김종엽 안병경 임동진 안해숙 신충식 정성모 민욱 맹호림 양영준 김창봉 김동수 정진 서연주 오욱철 이양희 김하림 김준모 김태형 류복녀 최상길 황덕재 |              |      |
| 11화 | 10월 6일 | 등신불                 | 김동리 | 이은성 김이현 | 정성효(기획) 장형일(연출) | 성민 김정현 정시아 엄성모 고두심 김봉근 김병기 연운경 김인태 남일우 이원용 박정환 서정호 정남현 황호상 이종구 양철순 이종희 최건호 박순갑 황인우 이철민 김태환 정성희 이명우 윤경식 조대현 최고 |              |      |
| 12화 | 10월 7일 | 나쁜소설               | 이기호 | 김희연        | 정성효(기획) 김용수(연출) | 이재응 김재만 이원종 방은희 류종원 지상렬 조은지 김은주 안석환 조양자 박미숙 이달형 김광규 유형관 김윤태 유종혁 김상원 신민규 홍승모 황정민 오유경 윤인구 이정민 최창석 권연희 박홍진 |              |      |
| 13화 | 10월 8일 | 달의 제단              | 심윤경 | 유현미        | 정성효(기획) 이원익(연출) | 김영재 오영수 황정민 사미자 김현주 허윤정 전현 김윤희 유인석 유순철 이종만 김건호 조병곤 문명건 류종화 신예원 봉원중 김도식 고진명 이근우 박통일 유승민 서지영 양현영 한지은 박팔영 윤영목 하성철 고대한 김성원 조양자 이연경 안성민 온조 신신범 이태희 유재익 김정하 이동호 김해곤 황동식 김길호 송민지 김영무 이종국 정종현 |              |      |

#### 2007년
| 회차 | 방송일  | 작품명                   | 원작          | 극본   | 연출                      | 출연자 | 영상(풀버전) | 비고 |
| ---- | ------- | ------------------------ | ------------- | ------ | ------------------------- | --- | ------------ | ---- |
| 14화 | 3월 2일 | 카스테라                 | 박민규        | 고은선 | 정성효(기획) 김용수(연출) | 박기웅 이동규 한나연 조희봉 강성민 정인기 정진 박용수 이두일 정규수 맹봉학 이종구 손영순 한복희 현숙희 문혁 허충호 반혜라 정지순 서보익 이무생 박정아 홍승모 이석은 김민재 박장군 성기수 신현지 오창훈 송승훈                                                |              |      |
| 15화 | 3월 3일 | 난장이가 쏘아올린 작은공 | 조세희        | 박진숙 | 정성효(기획) 김형일(연출) | 강성해 고두심 박진형 서한 유주희 김규철 황범식 이미지 백소미 김영배 강신조 박상오 김선화 김미라 박유승 김태형 백윤흠 김민채 최은석 한춘일 김원배 이제신 백승옥 윤미라 정유경 손지연 강철 전성애 신수빈 정진화 정세형 신화철 서보익 김상구 노민우 김진석 이슬 |              |      |
| 16화 | 3월 4일 | 랍스터를 먹는 시간       | 방현석 김미라 | 권민수 | 정성효(기획) 이원익(연출) | 문수 이경진 이덕윤 최상훈 정재진 강인덕 김윤형 이준우 한영광 손영순 황덕재 이칸희 정혜영 최민금 유수미 심종환 박진국 정기섭 김만기 이동호 윤선혜 박창익 구본승                                                                                               |              |      |

#### 2008년
| 회차 | 방송일  | 작품명             | 원작   | 극본                 | 연출                      | 출연자 | 영상(풀버전) | 비고 |
| ---- | ------- | ------------------ | ------ | -------------------- | ------------------------- | --- | ------------ | ---- |
| 17화 | 3월 3일 | 봄, 봄봄           | 김유정 | 박지숙 이수인 조나단 | 고영탁(기획) 이건준(연출) | 박근형 윤희석 이경진 이윤지 정은표 서도영 한춘일 성인자 김우석 이민희 |              |      |
| 18화 | 3월 4일 | 나의 피투성이 연인 | 정미경 | 이윤영 김순덕 배창직 | 고영탁(기획) 이응진(연출) | 문수 이선진 김규철 윤용현 이덕윤 박종규 이두섭 김연준 이슬아 윤성림 이주현 우희진 김홍표 최수린 이지훈 이민희 박원목 최홍림 윤석호 백신 이관영 안성운 박세원 박미숙 이규준 선우재덕 유정아 |              |      |

#### 2009년
| 회차 | 방송일    | 작품명      | 원작   | 극본                        | 연출                      | 출연자 | 영상(풀버전) | 비고 |
| ---- | --------- | ----------- | ------ | --------------------------- | ------------------------- | --- | ------------ | ---- |
| 19화 | 3월 1일   | 언니의 폐경 | 김훈   | 호영옥                      | 고영탁(기획) 김형일(연출) | 정애리 김용선 박철호 남명렬 김주호 이원발 박승규 안대선 강신조 손영춘 이제신 신용규 정진화 김태형 서미영 이혜근 홍배연 김미라 금준희 안진수 민봉기 반가히 정기은 |              |      |
| 20화 | 12월 30일 | 사람의 아들 | 이문열 | 박경선 이윤숙 김진희 박예경 | 고영탁(기획) 이원익(연출) | 장현성 이원 최일화 이호영 송옥숙 홍순창 김윤태 김경숙 조병곤 김길호 한규희 하대경 이승철 박진영 문수 박정순 이규준 황석정 박승태 박규웅 허남일 전헌태 장재용 이종무 장수형 서상원 이안나 이마붑 이진희 유정 전성애 육미라 장혜진 김용선 이은실 홍지원 신신범 금동현 지성근 신담수 홍영근 홍성보 홍승범 이복희 김신현 윤석환 손정림 김은진 박선민 로지 박예리 노태협 강보라 오진하 한지수 김선나 유보라 이규섭 최단비 김다희 지성준 이형근 이윤범 박종석 배지훈 |              |      |

### 2011 TV 문학관

#### 2011년
| 회차 | 방송일   | 작품명               | 원작   | 극본          | 연출                      | 출연자 | 영상(풀버전) | 비고 |
| ---- | -------- | -------------------- | ------ | ------------- | ------------------------- | --- | ------------ | ---- |
| 1화  | 12월 7일 | 광염 소나타          | 김동인 | 이란 이주연   | 곽기원(기획) 이민홍       | 양진우 전소민 이동규 김꽃비 권경하 김경익 김태훈 김진근 박정근 한태규 최지훈 금호석 신성훈 이승구 유상재 최명경 강지연 이하영 박찬환 서희태 김기현 황보영 마르코 테시오레 정택현 김준한 조우성 최지우 |              |      |
| 2화  | 12월 8일 | 사랑방 손님과 어머니 | 주요섭 | 박지숙        | 곽기원(기획) 한준서(연출) | 장희진 박병은 김환희 정영숙 안해숙 윤혜경 안여진 양현태 김연수 김세아 |              |      |
| 3화  | 12월 9일 | 엄지네               | 이덕재 | 이덕재 성주현 | 곽기원(기획) 홍성덕(연출) | 최지나 정승원 이민호 정원중 전무송 이철민 하시은 경인선 이한승 곽정희 김대환 박노식 손영순 김추월 최민금 안대선 정형금 강철성 신대현 정병철 지성근 전현 홍일권 김주엽 이대호                          |              |      |

#### 2012년
| 회차 | 방송일  | 작품명   | 원작 | 극본 | 연출                      | 출연자 | 영상(풀버전) | 비고 |
| ---- | ------- | -------- | ---- | ---- | ------------------------- | --- | ------------ | ---- |
| 4화  | 3월 2일 | 강산무진 | 김훈 | 이인 | 곽기원(기획) 김홍종(연출) | 서인석 안재모 황세정 서갑숙 고인범 고인배 김기두 장준영 안치욱 임철현 김재건 박상만 최건호 손영순 고진명 이용녀 이종구 민응식 조성규 유재익 김해곤 최용욱 송지현 김기준 서광재 조문의 윤영목 백윤흠 조경호 유옥주 송용호 맹봉학 이성희 홍기준 최황빈 구연희 신선희 최한나 남소연 오기영 이채미 |              |      |

## 수상 경력
- 외등 : 원작 - 박범신 (2005년 5월 29일 방영)
  - 2006년 제31회 골든 체스트상 TV 영화 부문 동상
  - 2005년 KBS 연기대상 특집 단막극 연기상 (홍수현 - 민혜주 역)

## 같이 보기
| - KBS 문예극장 - KBS TV 문학관 - KBS 드라마 초대석 - KBS 논픽션 드라마 - KBS TV 문예극장 - KBS 신 TV 문학관 - KBS HDTV 문학관 - KBS 드라마게임 - KBS 드라마 스페셜 (구) - KBS 테마 드라마 - KBS 금요극장 - KBS 일요베스트 - KBS 드라마시티 - KBS 드라마 스페셜 (신) - KBS 드라마 스페셜 연작 시리즈 - KBS 웹드라마 스페셜 - KBS 청소년문학관 - KBS 가요드라마 | - MBC 베스트셀러극장 - MBC 금요극장 - MBC TV 피처 - MBC 베스트극장 - MBC 일요 드라마 극장 - MBC 드라마 페스티벌 - SBS 여성극장 - SBS 70분드라마 - SBS 오픈드라마 남과여 - JTBC 드라마페스타 - tvN 드라마 스테이지 - tvN 드라마 O'PENing |